# Regionalismo y nacionalismo en España

Apoyo electoral de los partidos nacionalistas y regionalistas en España por comunidades autónomas y por provincias en el caso excepcional de León. Datos de las elecciones autonómicas de 2019-2024.

Apoyo electoral de los partidos nacionalistas y regionalistas en España por comunidades autónomas y por provincias en el caso excepcional de León. Datos de las elecciones autonómicas de 2015-2016.

Apoyo electoral de los partidos regionalistas en España por comunidades autónomas. Datos de las elecciones autonómicas de 2006 (Cataluña), 2008 (Andalucía), 2009 (Galicia y País Vasco) y 2007 (resto de España).

En España existen diferentes movimientos nacionalistas; unos defienden la unidad de la nación española y otros sostienen que es un Estado formado por diversas naciones. La mayoría de estos últimos reclaman el derecho de autodeterminación para sus territorios, con mayor implantación en las comunidades autónomas de Cataluña y País Vasco, también en Canarias, Navarra y Galicia, y en menor medida en la Comunidad Valenciana, Baleares, Aragón, Andalucía y Asturias, por ese orden. También existe el regionalismo, que defiende la identidad regional sin renunciar por ello al carácter nacional de España, que reclama el derecho a la autonomía y al autogobierno de sus respectivos territorios, con mayor implantación en las comunidades autónomas de Asturias, Cantabria, Navarra, Aragón, La Rioja, y en la Región de León.
Dependiendo de la implantación de estas ideologías o de la singularidad de la región, en ocasiones no es fácil distinguir entre movimientos regionalistas o nacionalistas, especialmente en aquellas zonas donde dichos movimientos están menos desarrollados o tienen menor presencia política.

## Nacionalismo español

La bandera monárquica de España, actualmente la oficial del país, es comúnmente empleada por diversos sectores de la derecha y centroderecha nacionalista española. Representa el modelo de Estado monárquico en España.

El nacionalismo español es una ideología política que afirma la existencia de una nación española, que se identifica con el actual Estado español —la única reclamación irredentista recurrente es la de Gibraltar—, defendiendo así la unidad de España ya sea por medio del centralismo o la descentralización política. 
Otros elementos que el nacionalismo español defiende, aunque no exclusivamente, son la lengua castellana y las lenguas cooficiales de España, así como la bandera, escudo e himno españoles. Dependiendo de si el nacionalismo es monárquico o republicano, o conservador o progresista, la defensa de los símbolos y las lenguas puede variar. 
Históricamente, el nacionalismo español surgió con el liberalismo y en la guerra contra el Imperio francés de Napoleón Bonaparte, evolucionando de diversas maneras. Actualmente, debido a la larga duración de la dictadura franquista, que conllevó la imposición de un modelo concreto de nacionalismo español de carácter conservador, el nacionalismo español suele asociarse con diversos sectores de la derecha o ultraderecha de España. Si bien, el nacionalismo español también tiene una amplia aceptación en diversos sectores de la izquierda y ultraizquierda española, aunque expresándose de forma distinta.

La bandera republicana de España es comúnmente empleada por diversos sectores de la izquierda y centroizquierda nacionalista española. Representa el modelo de Estado republicano en España.

### Panhispanismo

Bandera de la Hispanidad.

El panhispanismo es el movimiento ideológico que defiende la unidad de los pueblos de habla o cultura hispana, especialmente hispanoamericanos, no sólo en el ámbito cultural, sino social, económico e incluso político. Con el nombre de panhispanismo se identifica también, en ocasiones, al imperialismo español, surgido tras la crisis de 1898 defendiendo una vuelta a los valores tradicionales y espirituales de la España imperial. La idea de imperio lo hace ser más bien universalista que localista, lo que lo hace singular entre algunos nacionalismos.

## Iberismo
El iberismo es un movimiento político que defiende el acercamiento de las relaciones gubernamentales y culturales entre Andorra, España y Portugal.

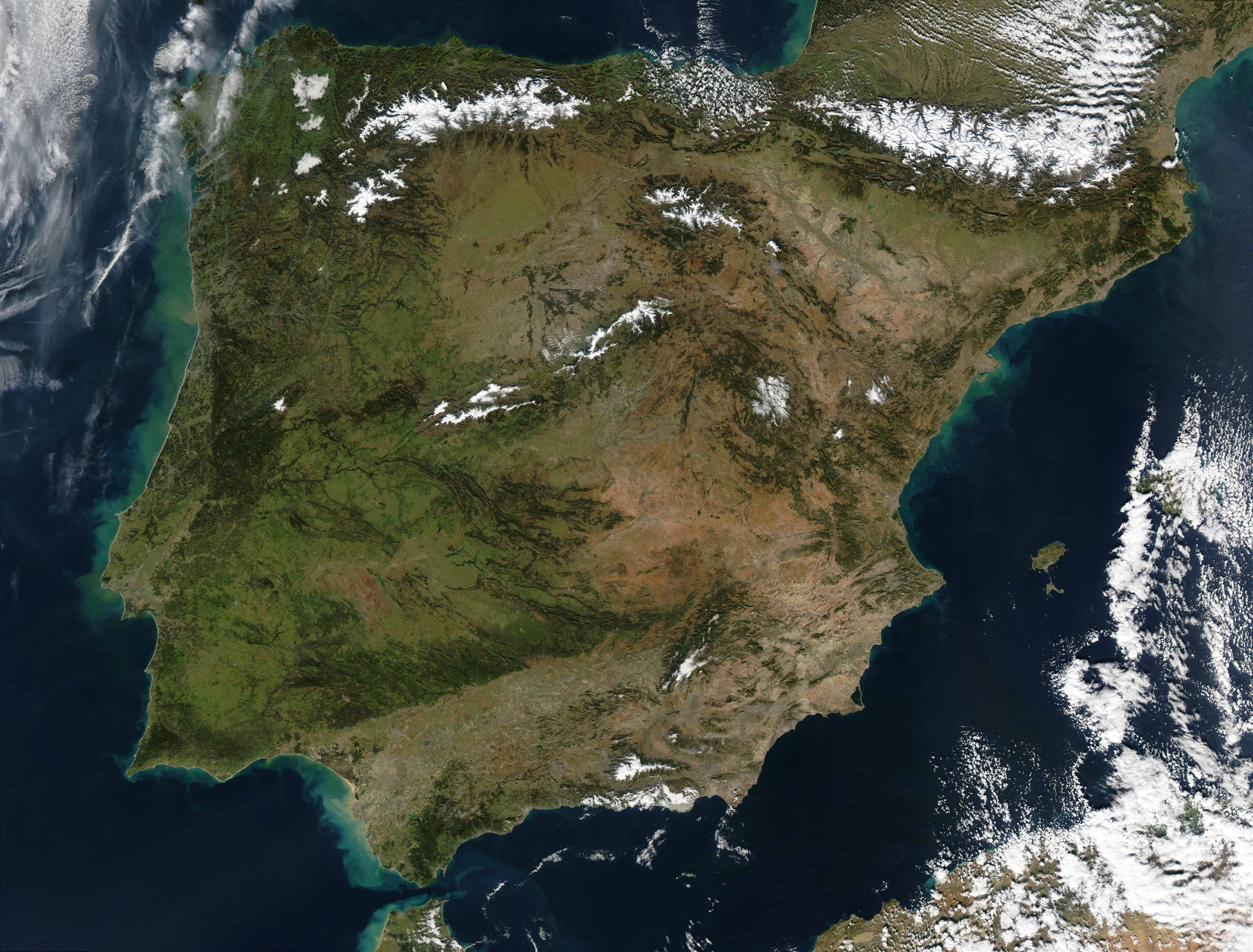
Península Ibérica. Realidad geográfica que sostiene la verosimilitud histórica de una Iberia unida.
Una de las banderas propuestas con los colores ibéricos.

Originalmente, esta ideología fue promovida principalmente por movimientos republicanos y socialistas de España y Portugal, desde el siglo XIX, cuando tuvieron mayor predicamento ideales nacionalistas de carácter integrador, como los movimientos equiparables del Risorgimento italiano o la unificación alemana. Posteriormente, dicha corriente no tendría una continuidad histórica relevante. Compite con los relatos de construcción nacional de ambos países, y en el caso particular de Portugal, a menudo se entiende como una cesión de su soberanía para integrarse en un «todo peninsular». Sérgio Campos Matos también distinguió un iberismo cultural y un iberismo económico.
Se diferencia del paniberismo en que, mientras el iberismo atañe estrictamente a los territorios peninsulares, el paniberismo incluye los territorios que históricamente han estado vinculados a las dos culturas ibéricas principales: la española y la portuguesa; comprendiendo de esta forma gran parte del continente americano, así como territorios de África y Asia, por este orden.

## Nacionalismos periféricos
Con el término «nacionalismos periféricos» se hace referencia a los nacionalismos y regionalismos que existen en España y que son distintos al nacionalismo español, en tanto que reivindican la identidad diferenciada de una parte del territorio de España. Los más importantes son el nacionalismo catalán, el vasco y el gallego.

### Movimientos nacionalistas en las «nacionalidades históricas»
Según el ordenamiento legal vigente en España, se consideran como nacionalidades históricas aquellas comunidades autónomas con una identidad colectiva, lingüística o cultural diferenciada del resto de España. El artículo 151 de la Constitución Española permitía el acceso a la autonomía de aquellas regiones que en el pasado hubieran votado algún proyecto de Estatuto de Autonomía y en el momento de promulgarse la Constitución tuvieran regímenes pre-autonómicos: utilizaron este artículo Cataluña, Euskadi, Galicia y Andalucía, siendo esta última un caso especial, sin las peculiaridades establecidas en la disposición transitoria segunda, al no haber plebiscitado afirmativamente Estatuto alguno durante el período republicano debido al golpe militar que daría paso a la guerra civil y a la posterior dictadura franquista. Andalucía, por tanto, accedió a la autonomía por medio de un referéndum que se celebró el 28 de febrero de 1980. El proceso es algo distinto, ya que el proyecto de Estatuto lo realizan solo los diputados y senadores de las provincias y debe pasar por un referéndum popular antes de ser ratificado por las Cortes Generales y sancionado y promulgado por el Rey.
Además de las cuatro comunidades autónomas citadas, gozan también de la condición de nacionalidad la Comunidad Valenciana (contó con el gobierno autónomo del Comité Ejecutivo Popular de Valencia hasta 1937, en un contexto revolucionario), Aragón (que contó con el Consejo de Aragón como órgano administrativo durante la Segunda República y tuvo un Anteproyecto de Estatuto), las Islas Baleares (Anteproyecto de Estatuto de Autonomía de Baleares) y las Islas Canarias, las cuales han incorporado la definición en sus respectivos estatutos de autonomía. El resto de comunidades autónomas se autodenominan como región histórica, comunidad histórica en el caso de Asturias y Cantabria o identidad histórica en el caso de La Rioja y Extremadura. Estas denominaciones son equivalentes y no suponen ningún estatus legal diferenciado del resto. Atienden al artículo 143 capítulo Tercero, del Título VIII de la constitución española, donde se recogen los criterios históricos necesarios para poder formar una autonomía. Todos los estatutos de autonomía españoles incluyen términos de historicidad debido a que se desarrollaron utilizando como vía el mencionado artículo. La excepción es el madrileño, que no incluye estos términos, ya que su estatuto no se realizó en base al mismo.
Navarra tiene la consideración de Comunidad Foral, con ciertas especificidades propias. Cabe destacar los casos de Asturias, Cantabria y Aragón, territorios en los que durante la Segunda República se realizaron proyectos de estatuto federal, que quedaron truncados con el comienzo de la guerra civil. En el caso asturiano en tiempos de la II República muchas serían las voces que se alzaron pidiendo un estatuto de autonomía al mismo nivel que Cataluña, País Vasco o Galicia en el marco de la nueva constitución. En 1931 se hace público el Manifiestu Rexonalista del Grupu L'Aldeanu de Castripol, donde se dice: «Habiéndose ya preparado Cataluña, Vasconia y Galicia a la formación de sus Estatutos, creemos necesario activar los trabajos de preparación del nuestro, demostrando que Asturias (...) no se quedará rezagada en estos momentos históricos». Al año siguiente Sabino Álvarez-Gendín (catedrático de Derecho Administrativo) publica las bases para un proyecto de Estatuto y, al mismo tiempo, los federalistas asturianos manifestaban que ya tenían hecho un texto de estas características. En el año 1932 se llega a crear una comisión para redactar el articulado que daría forma a la autonomía y autogobierno asturianos. Por otra parte en el año 1883 se celebró en la ciudad riojana de Haro una asamblea presidida por el político federalista Juan Sayol en la que se aprobó la "Constitución Republicana Federal del Estado Riojano", promoviendo para La Rioja un marco territorial federal propio.

#### Nacionalismo vasco

Primera versión de la Ikurriña.

«Arrano beltza» («Águila negra»), sello del rey Sancho VII de Navarra y actualmente usada por la izquierda abertzale.

Estandarte del Reino de Navarra.

El nacionalismo vasco, desarrollado, entre otros, por Sabino Arana a finales del siglo XIX, es una ideología política que aboga por la unidad y defensa de la entidad política de los territorios que entiende que configuran la nación vasca y que actualmente se reparten entre dos Estados: España y Francia, por lo que su extensión territorial se corresponde con la del territorio definido tradicionalmente como Euskal Herria o Vasconia. Dicho territorio comprende la actual comunidad autónoma del País Vasco y la comunidad foral de Navarra, el condado de Treviño (provincia de Burgos), Valle de Villaverde (Cantabria) y parte del departamento francés de Pirineos Atlánticos (los tres territorios históricos que conforman el País Vasco francés: Baja Navarra, Labort y Sola).
El nacionalismo vasco, encabezado por el Partido Nacionalista Vasco es el principal movimiento político del País Vasco desde principios del siglo XX. Desde el inicio de la democracia el nacionalismo vasco ha obtenido mayorías parlamentarias en el Parlamento Vasco y ha dirigido el Gobierno Vasco tanto en la Segunda República Española como en la Transición y hasta la actualidad, a excepción de la legislatura 2009-2012. Reunió el 59,61 % de los votos de las elecciones vascas de 2012, sumando el voto del PNV y el de la coalición Euskal Herria Bildu, segunda fuerza. En las elecciones de 2016 la suma de los escaños del PNV y EH Bildu ocupa 46 de los 75 escaños del Parlamento Vasco, lo que representa un 61,33% de los asientos disponibles en la cámara, sin embargo la suma de los votos de ambas fuerzas políticas descendió al 58,49%, una cifra que representa una caída en un punto porcentual respecto a los comicios de 2012.
Respecto a las Cortes Generales, el Partido Nacionalista Vasco cuenta con seis diputados en el Congreso y diez representantes en el Senado, por su parte, la coalición Euskal Herria Bildu mantiene cinco escaños en la Cámara Baja y uno en la Alta.En el europarlamento cuentan con un eurodiputado cada uno.
Perteneciente a un sector más radical, nacida en 1959, ETA ha sido una organización que ha utilizado la lucha armada y métodos violentos para la consecución de sus objetivos hasta que anunció el cese de la actividad armada en noviembre de 2011.
En la Comunidad Foral de Navarra, que mantuvo la condición de reino hasta 1841, con mayor fuerza en el norte que en el sur, la presencia electoral del nacionalismo vasco y el "navarrismo vasquista" es menor que en la comunidad autónoma del País Vasco. Históricamente liderado por Herri Batasuna, el voto nacionalista ha constituido alrededor de una cuarta parte del Parlamento de Navarra. Dispersado en el pasado, el voto nacionalista se ha ido aglutinando alrededor de las coaliciones como Nafarroa Bai (segunda fuerza en 2007-2011) o las actuales EHBildu o Geroa Bai. En las Elecciones al Parlamento de Navarra de 2011 NaBai y Bildu sumaron el 28,69% de los votos. En las Elecciones al Parlamento de Navarra de 2015 Geroa Bai y EH Bildu consiguieron el 30,08% de los votos, lo que se traduce en un total de 17 escaños: nueve para Geroa Bai y ocho para EH Bildu, ambos partidos forman parte de una coalición cuatripartita junto con Podemos e Izquierda-Ezkerra, con la que invistieron a Uxue Barkos como la presidenta del Gobierno de Navarra. En las Elecciones al parlamento de Navarra de 2019 los resultados fueron 9 escaños para Geroa Bai y 7 para EH Bildu con lo cual la suma de estas dos fuerzas políticas nacionalistas cayó 1 escaño,finalmente se invistió a la socialista María Chivite presidenta con el apoyo de Geroa Bai y la abstención de 5 de los 7 diputados de EH Bildu.
Los partidos nacionalistas también se reivindican como una de las tendencias existentes en el Navarrismo, opuesta al "navarrismo españolista" de tendencia regionalista.
Las Comunidades autónomas del País Vasco y Navarra conservan una pervivencia de sus antiguos derechos históricos forales reconocidos constitucionalmente, manteniendo entre otros aspectos una autonomía fiscal respecto al Gobierno central; ambas mantienen relaciones culturales, sociales y económicas, aunque en la actualidad existe un gran distanciamiento institucional entre sus respectivos gobiernos.
La actual Constitución española prevé la unión de ambas comunidades mediante un proceso que incluye un plebiscito, sin que hasta la fecha se haya hecho uso de este mecanismo.
En los territorios de Euskal Herria existen diferentes partidos políticos de ideología nacionalista vasca:
- Eusko Alderdi Jeltzalea-Partido Nacionalista Vasco (EAJ-PNV)
- Sortu, legalizado en 2012 como partido de la izquierda abertzale tras haber estado ésta ilegalizada, forma parte de la coalición EHBildu.
- Eusko Alkartasuna (EA), forma parte de la coalición EHBildu.
- Aralar; escisión de Euskal Herritarrok, integra la coalición EHBildu.
- Alternatiba; escisión de Ezker Batua-Berdeak. Vasquista pero no nacionalista, integra la coalición EHBildu.
- Euskal Herria Bildu (EHBildu), coalición formada por Sortu, EA, Aralar y Alternatiba. Sus predecesoras fueron la coalición Amaiur en el Congreso de los Diputados y, anterior a esta, la coalición Bildu que en 2011 integraba a EA, Alternatiba e independientes próximos a la izquierda abertzale.
- Geroa Bai: Coalición formada por PNV y la asociación Zabaltzen en Navarra.
- Batzarre; presente solo en Navarra, más vasquista que nacionalista, forma parte de la coalición Izquierda-Ezkerra.
- Abertzaleen Batasuna (AB); presente solo en las provincias vascofrancesas.
- Euskal Herria Bai: Coalición formada por Abertzaleen Batasuna, Batasuna y Eusko Alkartasuna en el País Vasco francés.

Así como diversos sindicatos nacionalistas y vasquistas:
- Eusko Langileen Alkartasuna (ELA), sindicato vasco mayoritario, de carácter nacionalista.
- Langile Abertzaleen Batzordeak (LAB), sindicato vinculado a la izquierda abertzale.
- Ezker Sindikalaren Koordinakundea (ESK).
- Sindicato de Trabajadores de la Enseñanza de Euskadi (STEE-EILAS).
- Euskal Herriko Nekazarien Elkartasuna (EHNE), sindicato agrario.
- Hiru, sindicato de transportistas autónomos.

Otras:
- Udalbiltza, asamblea de electos de Euskal Herria.
- Independentistak, red ciudadana que promueve la independencia.

#### Nacionalismo catalán
El nacionalismo catalán es una corriente ideológica basada en el entendimiento de Cataluña como nación, sobre la base de razones históricas, culturales, lingüísticas y de derecho civil.
Esta corriente de pensamiento se conformó ideológicamente en la primera década del siglo XX, como una variante del Catalanismo, surgido como movimiento cultural en la década de los años 1830, y articulado como movimiento político en las últimas décadas del siglo XIX.
Es una corriente de pensamiento transversal que aglutina tanto a partidos políticos y ciudadanos de izquierdas como de centro y de derechas. Pueden distinguirse básicamente dos corrientes en el nacionalismo catalán y son cuatro los partidos principales, ya que el resto de las formaciones nacionalistas no alcanzan el 3 % de voto.
La primera, que históricamente ha sido liderada por la coalición Convergència i Unió, de carácter mayoritario y más autonomista que la segunda, que defiende que Cataluña sea reconocida como nación, obtenga mayores cuotas de autogobierno y sea reconocido el derecho a la autodeterminación, en el que los catalanes puedan decidir el permanecer integrados en España, entendido como un estado «plurinacional» y federal, o independizarse. CiU fue la primera fuerza política del parlamento hasta 2015 teniendo un 30,68 % de los votos y 50 escaños, ocupando la Presidencia de la Generalidad de Cataluña con el apoyo de los 21 diputados de ERC. La coalición entre CDC y UDC se rompió el 18 de junio de 2015 debido a las diferencias existentes entre ambos partidos respecto a la cuestión independentista. Algunos de los miembros de UDC crearon un nuevo partido denominado Demócratas de Cataluña.
La independentista (y autodenominada como no nacionalista), encabezada por Esquerra Republicana de Catalunya, es un movimiento un poco más minoritario, que defiende la idea de la independencia de Cataluña a través del derecho a la autodeterminación. ERC, hasta 2015 fue la segunda fuerza parlamentaria con un 13,68 % de los votos y 21 escaños.
En las elecciones de 2015 se dio una unión entre las dos corrientes principales del nacionalismo catalán bajo una coalición electoral denominada Junts pel Sí compuesta entonces por los partidos políticos Convergencia Democrática de Cataluña (CDC), Esquerra Republicana de Catalunya (ERC), Demócratas de Cataluña (DC) y Moviment d'Esquerres (MES), además de independientes agrupados en las asociaciones civiles Ómnium Cultural y Asamblea Nacional Catalana. La coalición contó también con el apoyo de Solidaritat Catalana per la Independencia y Reagrupament. En los comicios del 27 de septiembre se convirtió en la primera fuerza política del Parlamento catalán al obtener 62 escaños, producto del 39,59% de los votos. Los 62 diputados se repartieron de la siguiente manera: 29 para CDC, 20 para ERC, 11 independientes, uno para DC y un último correspondiente a MES. Respecto a la suma de escaños obtenidos durante la legislatura previa, hubo un retroceso de 9 escaños, ya que en 2012 la suma entre CiU y ERC había conseguido 72 representantes. Por lo que para la investidura del nuevo Presidente de la Generalidad fue necesario un acuerdo con la CUP que llevaría a Carles Puigdemont al puesto tras la renuncia de Artur Mas como punto clave para lograr cualquier tipo de pacto.
El tercer partido de la corriente con representación parlamentaria es la Candidatura d'Unitat Popular (CUP), con un 8,21 % de los votos y nueve escaños en el parlamento, su ideario político defiende la construcción de los Países Catalanes. En la legislatura iniciada en 2016 se convirtió en un partido clave al aportar los escaños necesarios para que el independentismo lograra una mayoría absoluta, por lo pese a tener nueve escaños y ser la sexta fuerza parlamentaria obtuvo una posición clave en la vida parlamentaria.
Los ecosocialistas de Iniciativa per Catalunya Verds (ICV) son el cuarto partido nacionalista del arco parlamentario catalán, en los comicios de 2012 obtuvo 9,89 % de los votos y 13 escaños. ICV se ha pronunciado claramente a favor del "derecho a decidir", pero no se ha pronunciado todavía sobre si está más cerca de un escenario donde Cataluña sea un Estado federado dentro del Estado español, o bien un Estado independiente. Sin embargo, en 2015 este partido se integró en la coalición Catalunya Sí que es Pot (Catalunya sí se puede), por lo que su representación parlamentaria se redujo únicamente a 3 diputados de los 11 obtenidos por la alianza.
El nacionalismo catalán constituye mayoría parlamentaria en el parlamento catalán (52,59 % de la representación parlamentaria, sin embargo en el porcentaje electoral el apoyo desciende al 47.80%).
El espacio político nacionalista sufrió una transformación tras las elecciones generales del 26 de junio de 2016, el 10 de julio Convergencia Democrática desapareció como partido para ser refundado bajo el nombre Partit Demòcrata Europeu Catalá (PDECAT), el cual heredó la mayoría de los representantes electos de la antigua CDC, la nueva formación adoptó una ideología independentista tratando de alejarse de las políticas de la anterior formación. Mientras que en septiembre Unión Democrática de Cataluña se enfrentó a un proceso judicial de liquidación debido a sus problemas de deuda, por lo que finalmente el 24 de marzo de 2017 la ejecutiva del partido acató el fallo por lo que se inició el proceso de liquidación de la formación.

##### Independentismo catalán

Estelada blava («estrellada azul»), símbolo del independentismo catalán.

Estelada vermella («estrellada roja»), símbolo del independentismo catalán de izquierdas.

También Soberanismo, como "Soberania i Progrés" o "Plataforma per al Dret a Decidir"
Esta ideología, en un principio era vista como una variante del nacionalismo, constituye asimismo una oposición a ésta al tener un proyecto diferenciado, más allá del reconocimiento nacional o la potenciación del poder de Cataluña.
A partir de 2012, esta corriente se convirtió en la mayoritaria dentro de la vida política catalana, principalmente tras la manifestación del 11 de septiembre que provocó la convocatoria de unas nuevas elecciones para el 25 de noviembre, en ellas, la por entonces existente coalición Convergència i Unió decidió incluir en su programa electoral la búsqueda de un concierto económico para Cataluña mediante un acuerdo con el Gobierno Central, teniendo la opción de un referéndum independentista en caso de no conseguir un acuerdo con las autoridades de Madrid. Finalmente conseguiría 60 escaños en el Parlamento de Cataluña, lo que la hizo buscar el apoyo de otros partidos para continuar en la Presidencia de la Generalidad.
Los resultados electorales de 2012 otorgaron una mayor fuerza y protagonismo a Esquerra Republicana de Cataluña, que se convirtió en la segunda fuerza en número de escaños en el Parlamento con 21 diputados. Finalmente, el 19 de diciembre, se cerraría un pacto en el que la formación otorgaría el apoyo para la investidura de Artur Mas a cambio de una serie de medidas, entre las que se incluían la celebración de una consulta independentista para el año 2014. Sin embargo, ERC no entró a formar parte del gobierno catalán resultante, controlando la acción del ejecutivo mediante una serie de comisiones externas.
El independentismo político se consolidó tras las elecciones autonómicas de 2015, cuando la coalición Junts pel Sí, integrada por miembros de Convergencia Democrática, Esquerra Republicana e independientes ganó las votaciones con 62 escaños y el 39,59% de los votos, estos números hicieron necesario el apoyo de la coalición Candidatura d'Unitat Popular - Crida Constituent, quienes obtuvieron nueve diputados y el 8,21% de los sufragios, sumando los asientos de ambas fuerzas se obtuvo una mayoría absoluta, sin embargo, el acuerdo político entre ambas coaliciones necesitó de una serie de medidas de gobierno y la salida de Artur Mas de la Generalidad para lograr el apoyo. Producto de este acuerdo se convocó a un referéndum sobre la independencia de Cataluña que se celebró el día 1 de octubre de 2017.
En las Cortes Generales españolas, existe una representación de fuerzas independentistas tras las elecciones de 2016, en el Congreso de los Diputados ERC cuenta con nueve diputados y un grupo propio, mientras que el PDECAT tiene ocho legisladores y forma parte del Grupo Mixto. Por otra parte, en el Senado los republicanos tienen doce senadores y los demócratas europeos son representados por cuatro escaños.
Dentro del Independentismo catalán, existe una vertiente con una ideología más izquierdista, es conocida como Esquerra Independentista, en la que se incluyen organizaciones juveniles como Maulets o CAJEI, integradas posteriormente en Arran, y partidos políticos como la Candidatura de Unidad Popular. Esta opción aboga por una ruptura unilateral con el estado español, teniendo equivalencia en su discurso el independentismo y el socialismo revolucionario. Sus postulados coinciden mayoritariamente con los de la izquierda abertzale del País Vasco, pero aplicados a la realidad catalana y representa nueve escaños en el Parlament de Catalunya.
En el independentismo catalán destaca además la presencia de organizaciones civiles que cuentan con una influencia política importante, siendo en este caso Ómnium Cultural y la Asamblea Nacional Catalana las dos fuerzas más representativas, las cuales son responsables de la organización de los distintos eventos reivindicativos que se celebran en Cataluña.
Existen también otros partidos minoritarios que no cuentan con representación parlamentaria como Solidaritat Catalana per la Independencia y Democràcia Catalana. Por otro lado, Reagrupament fue un partido que existió desde 2009 hasta 2014 cuando finalmente sus miembros se integraron en la entonces Convergència Democrática. Son de mencionar también la existencia de otros organismos políticos que son muy minoritarios o están integrados dentro de coaliciones como la CUP y SI, entre los que se encuentran Endavant, el Partit Socialista d'Alliberament Nacional (PSAN) y el Moviment de Defensa de la Terra (MDT).
Actualmente, el Independentismo no aspira a la expansión nacional, sino a la consecución democrática de la soberanía y del libre derecho de decidir en Cataluña. Además de mantener un enorme contenido social y de preservación de la sociedad y de sus derechos como colectivo, a diferencia del nacionalismo.

##### Pancatalanismo

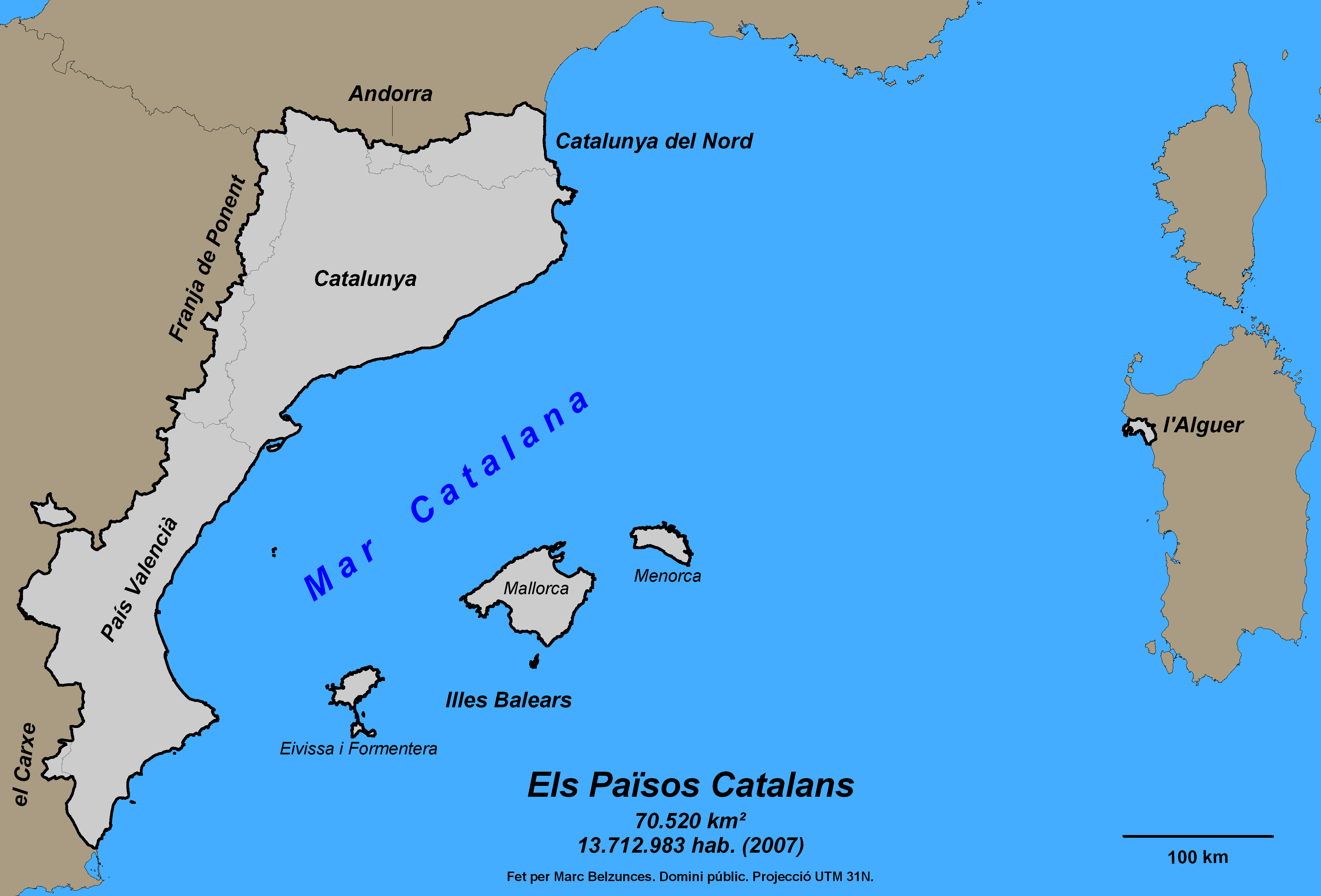
Mapa de los denominados "Países Catalanes" según el pancatalanismo.

Dentro del nacionalismo e independentismo catalanes, existe un consenso tácito acerca de la extensión de la «nación catalana», si bien se hace mayor o menor hincapié en este concepto según de qué organización se trate. Esta nación englobaría las actuales comunidades autónomas de Cataluña, Valencia e Islas Baleares, la franja oriental de Aragón (la llamada Franja de Poniente), Andorra, la denominada Cataluña Norte (conocida también como la región del Rosellón), la comarca catalanoparlante de El Carche en la Región de Murcia y el municipio sardo del Alguer, constituyendo así los denominados Países Catalanes o Comunidad Catalánica, con base en la unidad cultural y lingüística de dichos territorios. Sobre la voluntad de consecución política de un estado único para los Países Catalanes, existe también disparidad de opiniones, si bien todas las opciones coinciden en considerar este horizonte como algo lejano, dada la situación minorizada del nacionalismo catalanista en el resto de comunidades autónomas implicadas.
El término «pancatalanismo» es evitado por los propios sectores nacionalistas catalanes, que no lo consideran adecuado.
Esta corriente está representada principalmente por el Bloc Nacionalista Valencia (BLOC), Esquerra Republicana (ERC) y la Candidatura de Unidad Popular (CUP), teniendo un apoyo importante en Cataluña (20 y 9 diputados, respectivamente, en el Parlamento autonómico) y un apoyo irregular y muy minoritario en la Comunidad Valenciana (Elecciones autonómicas: 0,32 % en 2003, 0,49 % en 2007;; 0,47 % en 2011; y 4,34 % en 2015 [integrado en la coalición Acord Ciutadà. Sus resultados en las elecciones generales fueron: 0,50 % en 2004, 0,24 % en 2008 y 0,29 % en 2011. En las elecciones de 2015 y 2016 no se presentó como candidatura independiente.
Presentándose en Baleares en coalición con otras fuerzas dentro de MES, donde actualmente forma gobierno junto al PSIB. Asimismo, las diversas organizaciones de la Esquerra Independentista que se encuentran distribuidas por las comunidades autónomas asumen de forma unívoca los Países Catalanes como marco nacional

#### Nacionalismo gallego

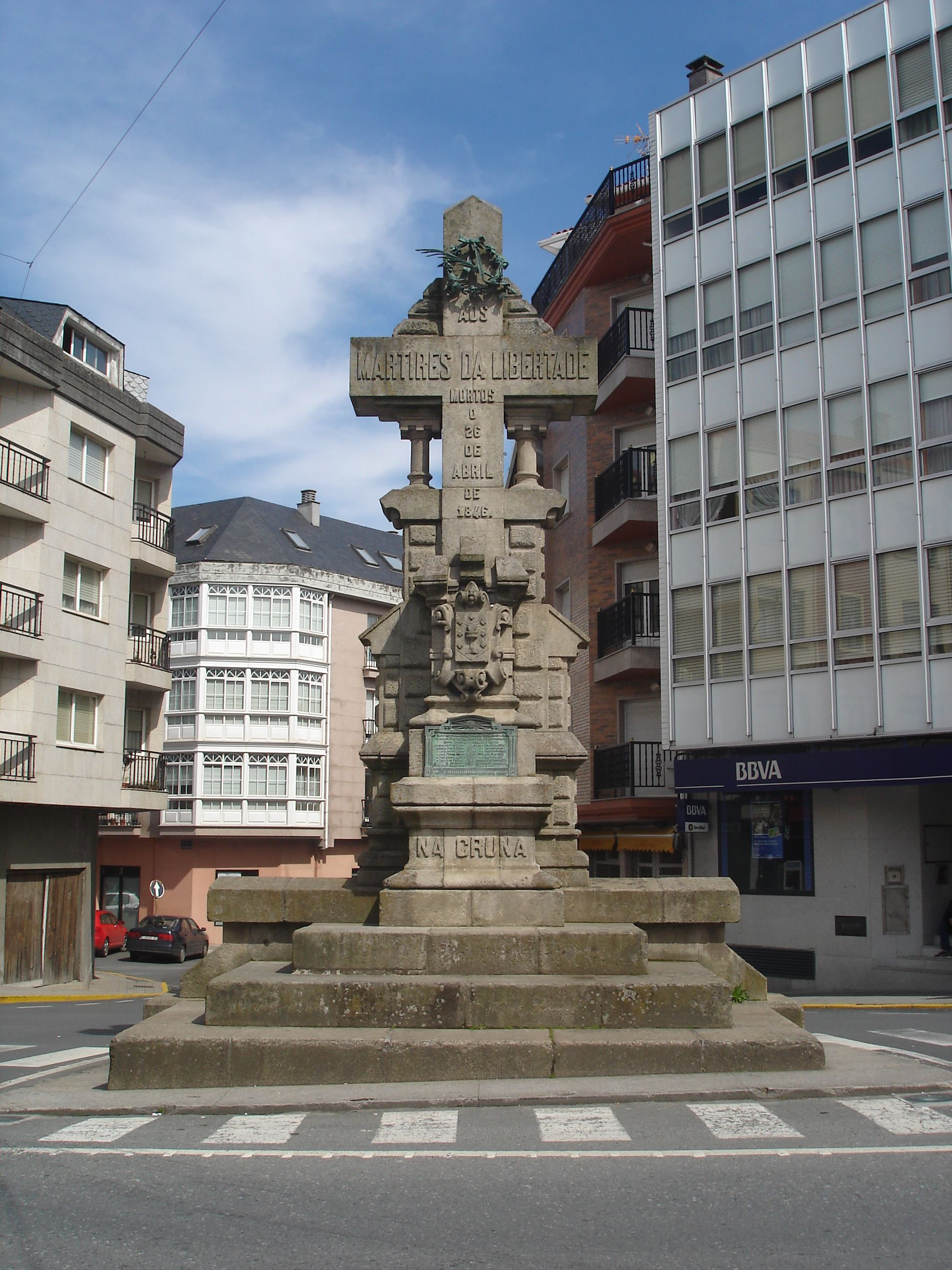
Monumento a los Mártires de Carral, inaugurado en 1905, obra de Juan Álvarez Mendoza. El levantamiento de Solís contra Ramón Narváez supone un hito para el regionalismo y el nacionalismo gallegos.

«Estreleira», bandera nacionalista gallega de izquierdas.

El nacionalismo gallego es una corriente ideológica (con sus dimensiones cultural y política) que aboga por el reconocimiento de Galicia como nación, entendiendo que esta comprende principalmente la actual comunidad autónoma española del mismo nombre, y, en otros casos, también las comarcas do Eo-Navia en Asturias, El Bierzo en León y Sanabria en Zamora. 
Dentro del nacionalismo gallego se pueden encontrar dos corrientes ideológicas principales:
- Una, la mayoritaria, que aboga por una amplia autonomía, o por la transformación de España en un Estado federal o confederal.
- Otra, la de la izquierda independentista que apuesta por la ruptura con España y con el modelo de sociedad capitalista.

Estas dos corrientes, sin embargo, tienen puntos en común, como son la defensa de la lengua (defendiendo algunos el reintegracionismo) y cultura gallega, el reconocimiento de Galicia como nación. En Galicia predomina el nacionalismo de izquierdas, desde posiciones que van desde la izquierda radical (Nós-Unidade Popular, Partido Comunista do Povo Galego, etc.) hasta posiciones moderadas de centro-izquierda como el Bloque Nacionalista Galego (BNG) o de centro-derecha como Compromiso por Galicia (CxG).

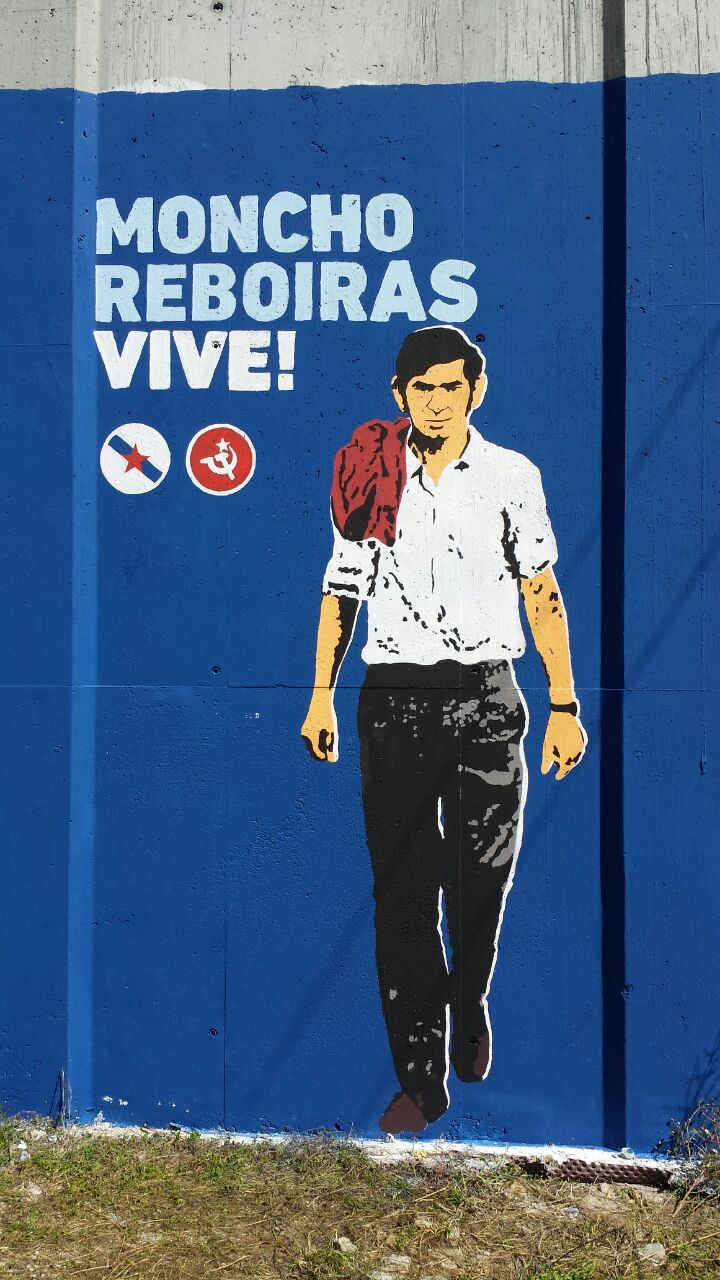
Mural en honor al disidente antifranquista Moncho Reboiras.

Uno de los máximos logros del nacionalismo gallego fue obtener el gobierno de la Junta de Galicia en coalición con el PSOE, en el año 2005. En las siguientes elecciones autonómicas (2009), el BNG consiguió el 16 % de los votos y 12 escaños (perdiendo uno con respecto a 2005), lo cual le hizo perder la gobernabilidad en favor del PP, ya que el PSOE mantuvo sus mismos escaños.
Después de formar parte de la Junta entre 2005 y 2009, el BNG comenzó a caer en los resultados electorales, en los comicios de ese año, los nacionalistas gallegos perdieron un escaño, pero mantuvieron un porcentaje de votación similar. En 2012, el partido nacionalista se fragmentó con la salida de las organizaciones Encontro Irmandiño y Máis Galiza que fueron a parar a la recién creada Anova, producto de ello, en las elecciones adelantadas que se celebraron ese año, el BNG perdió casi la mitad de sus representantes al caer a siete diputados y un 10,16 % de los votos, mientras que los exmiembros que se marcharon a Anova, se integraron en una coalición denominada Alternativa Galega de Esquerda, la cual consiguió nueve escaños, cuatro de ellos para integrantes del nuevo partido nacionalista.
La división del nacionalismo gallego en dos partidos políticos se acentuó en las elecciones de 2016, cuando el Bloque Nacionalista Galego perdió un representante bajando hasta los seis escaños producto del 8,33 % de los votos, mientras que la coalición de izquierdas, que en esas elecciones se llamó En Marea consiguió ser la segunda fuerza política gallega al conseguir 14 diputados y un 19,07 % de los sufragios, dentro de las 14 actas obtenidas, Anova se quedó con cuatro.
La pérdida de apoyo electoral del nacionalismo gallego se hizo más evidente en las elecciones, en 2000 el BNG obtuvo 3 diputados y el 18,62 % de los votos; en 2004, este apoyo bajó al 11,37 % del electorado lo que se tradujo en dos escaños: en 2008 tuvo un aumento en el apoyo popular al ascender al 12,07 % y mantuvo los dos representantes; mientras que en 2011 aunque su porcentaje de votación bajó al 11,25 % pudo continuar con sus dos escaños; finalmente en 2015 el partido perdió su representación en el Congreso de los Diputados cuando su apoyo descendió hasta el 4,32 % de los sufragios emitidos formando parte de la coalición Nós-Candidatura Galega. Si bien, el BNG perdió su posición como partido hegemónico en las elecciones de 2015, en ese mismo proceso electoral, Anova consiguió dos diputados, que mantuvo en las votaciones celebradas en junio de 2016, ambos integrados en la coalición En Marea.
En el año 2019, el BNG regresó al Congreso con un diputado tras cuatro años sin representación. En las elecciones al Parlamento de Galicia en 2020 el BNG obtuvo un resultado histórico obteniendo 19 diputados y el 23,86% de los votos, logrando ser la segunda fuerza de la comunidad autónoma, puesto que ha mantenido tras las elecciones al parlamento de Galicia en 2024, en las que el BNG subió 6 diputados respecto a las anteriores elecciones.
Por otra parte, hay que destacar que el PPdG ha sido descrito como profundamente regionalista a lo largo de su historia, llegando algunos de sus integrantes a declararse "nacionalistas hasta el límite de la autodeterminación" siendo el caso de Xosé Cuíña, antiguo secretario del Partido Popular de Galicia, destacado miembro de la Xunta. El propio Manuel Fraga Iribarne expresidente de la Xunta acuñó el término aitoidentificación con el que pretendía abrir una visión regionalista y nacionalista gallega paralela a la autodeterminación defendida por los sectores nacionalistas de izquierda y que aglutinase a todos los nacionalistas de centro-derecha gallegos.
Otros destacados políticos del PPdG con una política galleguista fueron los expresidentes de la Diputación de Ourense, José Luis Baltar y su hijo José Manuel Baltar.

#### Valencianismo

Estrelada o señera nacionalista valenciana.

Bandera nacionalista de izquierda de Esquerra Valenciana (1931).

El nacionalismo valenciano, o valencianismo, es una corriente de pensamiento político que aspira al máximo nivel de autogobierno de la actual Comunidad Valenciana, como consecuencia de su consideración como nación política, denominada Nación Valenciana, y su estatus político de nacionalidad histórica, recogido en el Estatuto de Autonomía valenciano.
Entre sus demandas se encuentran la creación de una constitución soberana del País Valenciano o Nación Valenciana que lo permita organizarse en forma de República Valenciana, y la plena normalización del valenciano, el cual se reconoce como perteneciente al mismo sistema lingüístico que el catalán, pero conservando sus rasgos diferenciales. 
Los movimientos valencianistas están integrados mayoritariamente en el Bloc Nacionalista Valencià y Compromís, el único partido valencianista con presencia parlamentaria. En 2011 BLOC contaba con un diputado provincial por Castellón y otro por Valencia y es la tercera fuerza municipal con 384 regidores y unas veinte alcaldías. Desde 2010 lidera la Coalició Compromís, una coalición electoral que en las elecciones autonómicas de 2011 obtuvo seis escaños en las Cortes Valencianas, coalición que editó también en algunos municipios como Valencia, dónde la coalición obtuvo el 9 % de los votos y tres concejales. Asimismo, el BLOC cuenta con un diputado en el Congreso dentro de la coalición Compromís, Joan Baldoví.
En febrero de 2009, el BLOC afrontó su quinto congreso nacional, donde se votó una nueva ponencia política, en la cual la organización asumió los símbolos estatutarios como propios, sin prejuicio del resto de símbolos del valencianismo histórico.
Tras 2011, Compromís comenzó a tener un crecimiento importante dentro del espacio electoral valenciano, en las elecciones autonómicas de 2015 la coalición se convirtió en la tercera fuerza política de la comunidad al obtener 19 diputados, (9 del BLOC, 6 deIniciativa, 2 de Verds y 3 de los independientes adscritos en GdC) producto del 18.70 % de los votos, estos números hicieron que la coalición formara parte de un acuerdo de investidura junto con el Partido Socialista y Podemos, el llevó a Mónica Oltra a la Vicepresidencia de la Generalidad. En las elecciones municipales celebradas en la misma fecha, la coalición consiguió 728 concejales en toda la Comunidad Valenciana, ganando 90 alcaldías entre ellas la de Valencia, donde Joan Ribó se convirtió en alcalde tras recibir el apoyo del PSPV y València en Comú.
En el plano estatal, Compromís formó coalición con Podemos de cara a las elecciones generales de 2015 bajo el nombre Compromís-Podemos-És el Moment con Joan Baldoví como cabeza de lista, la alianza se colocó como segunda fuerza política en la comunidad al conseguir nueve diputados y un 25,09 % de los votos emitidos, de los nueve escaños obtenidos cuatro fueron a parar organizaciones integrantes de Compromís: los partidos BLOC e Iniciativa consiguieron dos representantes cada uno. En 2016, la celebración de otros comicios estatales provocó la repetición de la alianza entre Compromís y Podemos, que además incluyó a EUPV bajo el nombre Compromís-Podemos-EUPV: A la Valenciana. La nueva coalición mantuvo los nueve escaños y consiguió un ligero aumento en el porcentaje de la votación al subir al 25,37 % de los sufragios, Compromís mantuvo los cuatro escaños conseguidos en 2015.
En una encuesta realizada en junio de 2021 por la Generalidad Valenciana se reflejó que los encuestados se consideraban mayoritariamente tan valenciano como español (53,1%), frente al resto de opciones solo español (19,2%), más español que valenciano (11,1%), más valenciano que español (8,6%), y solo valenciano (2,9%). Respecto a la organización territorial del Estado la opción mayoritaria fue un Estado con comunidades autónomas como en la actualidad (44,9%), frente al resto de opciones: un Estado con un único Gobierno central sin autonomías (16,7%), un estado en el que las comunidades autónomas tengan mayor autonomía que en la actualidad (14,7%), un Estado en el que las comunidades autónomas tengan menor autonomía que en la actualidad (12,5%), un Estado en el que se reconociese a las comunidades autónomas la posibilidad de convertirse en estados independientes (5,9%).

#### Nacionalismo canario

Bandera nacionalista canaria.

El nacionalismo canario es una corriente ideológica que pretende la consideración de las Islas Canarias como nación.
Como nacionalistas se definen un gran número de partidos y organizaciones políticas y sociales canarias, que van desde el independentismo hasta posiciones más moderadas de tipo federalista o simplemente de carácter autonomista. La principal formación política que se autodefine como nacionalista es Coalición Canaria, partido que ostenta la presidencia de la comunidad autónoma de Canarias desde 1993, aunque siempre de la mano de otros partidos. Desde 2015 hasta el 2019 el presidente de Canarias fue el nacionalista Fernando Clavijo.
En las últimas elecciones autonómicas de 2015 más de un tercio del electorado canario votó por formaciones que se definen como nacionalistas, como Coalición Canaria, Nueva Canarias, Centro Canario, Partido de Independientes de Lanzarote u otras de izquierda independentista como Alternativa Popular Canaria. Fuera del ámbito partidista destaca el sindicato Intersindical Canaria y la organización juvenil Azarug.
Los orígenes del nacionalismo canario se remontan a finales del siglo XIX y comienzos del XX. El nacionalismo tuvo especial relevancia entre las comunidades canarias emigradas a países como Venezuela y Cuba. En este período vive Secundino Delgado, considerado padre del nacionalismo canario, y se funda en La Habana el Partido Nacionalista Canario.
En los años finales del franquismo y durante la transición española el nacionalismo canario cobra una pujanza sin precedentes. En 1964 se funda en Argelia el Movimiento para la Autodeterminación e Independencia del Archipiélago Canario (MPAIAC), liderado por Antonio Cubillo, partidario de la lucha armada, y cuyas tesis soberanistas fueron apoyadas por la Unión Africana. Dicho reconocimiento por parte de la OUA, que llegó a apoyar una intervencíon en la ONU a favor de la independencia del Archipiélago, intervención que no se llevó a cabo. Al líder independentista se le adjudica la creación de la bandera nacionalista canaria, con siete estrellas verdes, reconocida en la actualidad por la mayoría de las formaciones nacionalistas canarias, incluida Coalición Canaria.
Desde finales de los años 80, tras la desintegración de Unión del Pueblo Canario, partido que llegó a ser el tercero más votado del Archipiélago y consiguió un acta de diputado en las Cortes españolas, el nacionalismo canario se ha visto mayoritariamente representado por las formaciones que desde principios de los 90 han confluido en torno a Coalición Canaria.

#### Aragonesismo

La estrelada aragonesa.

El nacionalismo aragonés es un movimiento político y social que defiende que Aragón tiene historia, idioma, leyes y cultura propias suficientes para tener una mayor autonomía e incluso para conformar una nación independiente. Fundamenta sus bases ideológicas sobre la historia medieval del 
Reino y la Corona de Aragón y su singularidad como Reino medieval. Tiene un fuerte carácter cultural y ecologista en sus ramas de izquierdas.
El nacionalismo aragonés surge a partir de las primeras formulaciones de un grupo de inmigrantes aragoneses en Cataluña, los cuales se organizaron en torno al partido Unión Aragonesista, la agrupación de la Juventud Aragonesista de Cataluña, y la revista El Ebro, que ha sido la principal referencia histórica donde ha sido expuesto el discurso aragonesista primitivo, liderado doctrinalmente por Gaspar Torrente y por Julio Calvo Alfaro. Esta publicación muestra como el aragonesismo en un principio giró alrededor del regeneracionismo de principios del siglo XX por pura inercia intelectual, dándose las características de aquel movimiento como el especial hincapié en la regionalización cultural, atribuirle a la región la condición de parte privilegiada y esencial de España, y duras críticas contra el caciquismo. Durante la Segunda República Española el aragonesismo mantiene el para entonces viejo discurso regeneracionista anticaciquil. A partir de entonces comienza a emplearse la expresión nacionalidad en sustitución de región pero sin cuestionar la nación española, limitándose a proponer su regeneración mediante el federalismo y la constitución política de las regiones, con claras influencias del federalismo de Pi y Margall.
Uno de los símbolos más empleados por el nacionalismo aragonés es la estrelada aragonesa, formada por las cuatro barras de Aragón y una estrella roja en el medio aunque también se utiliza la bandera formada por las cuatro barras con o sin escudo. Hay otra estrelada aragonesa, en la que la estrella es blanca sobre fondo azul en el cuartel superior izquierdo de la bandera; era la bandera del partido Estado Aragonés, que, junto a Unión Aragonesista, son los primeros partidos nacionalistas aragoneses, en la primera mitad del siglo XX.
En la actualidad, los principales partidos aragonesistas (ordenados por resultados electorales en las autonómicas de 2007) son los siguientes:
- Partido Aragonés (PAR). Nacionalismo moderado de centro. Es la tercera fuerza política en Aragón, pero actualmente cuenta con 7 diputados en las Cortes.

- Chunta Aragonesista (CHA). Nacionalismo moderado de izquierdas. Es la cuarta fuerza política en Aragón. Actualmente cuenta con cuatro diputados en las Cortes. Hasta el 2006 reconocía el derecho a la autodeterminación del pueblo aragonés. No son independentistas y/o soberanistas.

- Iniciativa Aragonesa (INAR). Nacionalista de centro. Escisión del PAR. Sin actividad.

- Puyalón de cuchas (PYLN). Partido independentista de izquierdas, escindido de CHA en 2008. Está integrado en el Bloque Independentista de Cuchas (BIC). Minoritario y extraparlamentario, pero cuenta con algunos concejales en el Pirineo.

- Estau Aragonés (EA). Partido independentista progresista, muy minoritario y extraparlamentario.

- Tierra Aragonesa (TA). Partido soberanista, foralista, muy marginal y extraparlamentario.

Estos partidos nacionalistas de Aragón suman conjuntamente entre un 10 % y un 26 % del electorado aragonés.

#### Nacionalismo aranés

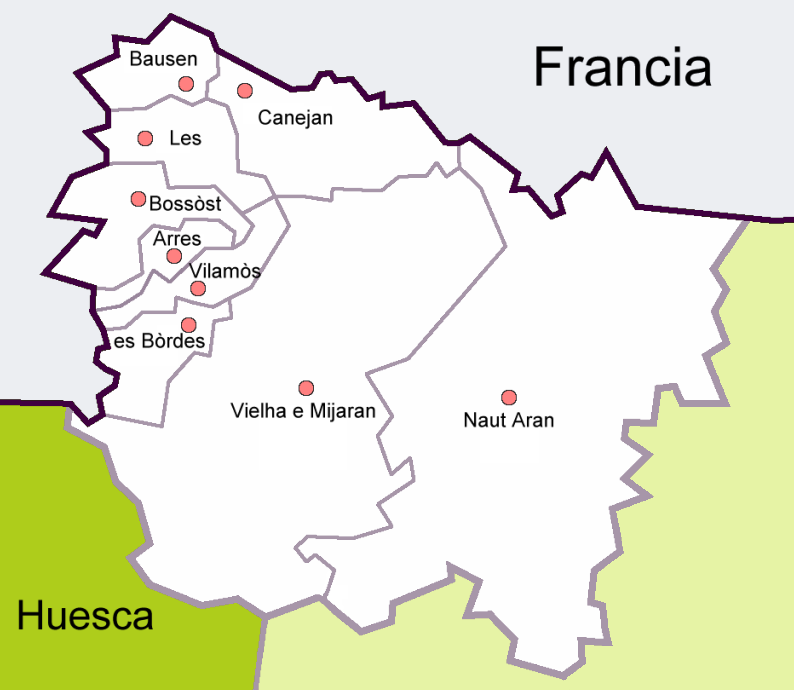
Municipios del Valle de Arán.

El nacionalismo aranés reivindica la libre unión de este valle con respecto a Cataluña. El fundamento está basado en una identidad, lengua y cultura diferentes a la catalana, tradicionalmente occitana.
Hoy en día cuenta con una asamblea propia, el Consejo General de Arán, que reclamó por unanimidad el pasado 2009 un nuevo estatuto de autonomía que estableciera un pacto de libre unión de Arán con Cataluña. En enero de 2015 se aprobó en el Parlamento de Cataluña la nueva Ley del Régimen Especial de Arán con los votos a favor de todos los grupos a excepción de Ciutadans quienes se abstuvieron, cumpliendo todos los objetivos marcados por el Consejo General de Arán, los Ayuntamientos y Pedanías del Valle de Arán.

Bandera propia del Valle de Arán.

El Valle de Arán cuenta con un himno y una bandera propios. El himno se llama Montanhes araneses y la bandera está basada en la tradicional de Occitania. 
El aranesismo político trata de destacar los rasgos diferenciales del Valle de Arán respecto a Cataluña, por lo cual algunas de las organizaciones políticas tienen acuerdos electorales con partidos catalanes.
El aranesismo es representado por las siguientes organizaciones políticas:
- Unitat d'Aran. Se define como municipalista, progresista, autonomista y aranesista. Desde 1995 se presenta a las elecciones en alianza con el Partido de los Socialistas de Cataluña. Cuenta con cinco miembros en el Consejo General de Arán.
- Convergència Democràtica Aranesa - Partit Nacionalista Aranés. Se trata de la federación aranesa del Partido Demócrata Europeo Catalán. Cuenta con siete miembros en el Consejo General.
- Partido Renovador de Arties-Garòs. Es un partido asociado a Unitat d'Aran que se presenta en el Terçon de Artiés y Garos.
- Esquèrra Republicana Occitana. Sección aranesa de Esquerra Republicana de Cataluña. Se trata de un partido definido como occitanista y de izquierdas.

#### Nacionalismo andaluz
El nacionalismo andaluz es un movimiento político y social que defiende el reconocimiento de Andalucía como nación. Algunas corrientes, en última instancia, plantean la independencia política del territorio andaluz con respecto a España.
Los principales partidos políticos que representaron al nacionalismo andaluz fueron el Partido Andalucista (PA) y el Partido Socialista de Andalucía (PSA), el segundo se reintegró en el PA en 2011. Además de los ya citados, existen otros partidos más minoritarios e independentistas, como Nación Andaluza (NA), Partido Nacionalista Andaluz - Somos Andaluces (PNA-SA) que colabora en conjunto con la Asamblea Nacional Andaluza (ANA).
También se debe nombrar al Sindicato Andaluz de Trabajadores (SAT), al Sindicato de Obreros del Campo (SOC) y al Bloque Andaluz de Izquierdas (BAI), así como a otros grupos como la organización juvenil Jaleo!!!, organización independentista y socialista.
El conjunto de votos andalucistas fue de un 1,53 % en las elecciones al Parlamento de Andalucía de 2015. El Partido Andalucista fue el único partido nacionalista andaluz que tenía representación parlamentaria (5 diputados en el Parlamento de Andalucía) entre 2004 y 2008, pero los perdió en las elecciones autonómicas de 2008.

Arbonaida, bandera nacionalista andaluza.

Diseño alternativo, de menor difusión, de la arbonaida o bandera nacionalista andaluza.

No obstante, el nacionalismo andaluz está aún representado en el Parlamento andaluz a través de algunos diputados de Adelante Andalucía, coalición que aúna - entre otras fuerzas - a sectores andalucistas de IULV-CA y Podemos.
El Partido Andalucista desapareció en septiembre de 2015, tras esta situación, el espacio político del nacionalismo andaluz tuvo como plataforma más visible a la Candidatura Unitaria de Trabajadores, este partido político decidió presentarse a las elecciones generales de 2016 dentro de la coalición Unidos Podemos, en estos comicios el sindicalista Diego Cañamero obtuvo un escaño por la Provincia de Jaén. Cañamero fue líder del Sindicato Andaluz de Trabajadores, organización sindical que incluye en sus planteamientos la "lucha por la independencia de Andalucía".
Tras la desaparición del Partido Andalucista surgieron tras organizaciones políticas que tratan de ocupar el espacio político del nacionalismo andaluz, se trata de Andalucía Por Sí, Iniciativa por Andalucía, hasta entonces una corriente política dentro de IULV-CA que dejó la coalición tratando de crear una plataforma propia similar a Compromís, y el Partido Nacionalista Andaluz - Somos Andaluces, el cual asegura contar con miembros procedentes de partidos de diversas ideologías.
En 2017 surgió una organización civil denominada Asamblea Nacional Andaluza (ANA) la cual es liderada por el escritor y periodista Pedro Ignacio Altamirano, este organismo busca "la constitución de la República Andaluza a través de la sociedad civil", la ANA se encuentra ligada al Partido Nacionalista Andaluz - Somos Andaluces, ya que el presidente forma parte del comité ejecutivo del partido. La Asamblea ha mostrado sus intenciones de entablar alianzas con partidos y organizaciones independentistas de otros territorios de España, especialmente con el independentismo catalán.
El nacionalismo andaluz mayoritario en busca el reconocimiento nacional del territorio que actualmente comprende la comunidad autónoma de Andalucía. Sin embargo, con el resurgimiento del independentismo andaluz a través de las nuevas organizaciones se ha rescatado la idea de una entidad nacional que llevaría el nombre de Países Andaluces, esta supuesta realidad cultural incluye la totalidad de Andalucía y Gibraltar, parte de los territorios de Extremadura, Murcia y Castilla-La Mancha, las regiones portuguesas del Algarve y el Alentejo, el Rif de Marruecos y una porción de la comarca valenciana de la Vega Baja del Segura. Territorios que se identifican con los antiguos Taifas de Sevilla, Granada, Málaga y Almería, los cuales en su conjunto conformarían la denominada Gran Andalucía.

### Movimientos en el resto de comunidades autónomas

#### Asturianismo

Asturina, bandera nacionalista asturiana empleada habitualmente por el nacionalismo de izquierdas.

En el Principado de Asturias, el nacionalismo no es un fenómeno destacado como en los casos de Cataluña o el País Vasco. El nacionalismo existe como un movimiento extraparlamentario desde 2011 cuando pierde representación en la política asturiana, aunque mantiene presencia en algunos municipios, pero principipalmente como movimiento social.
El nacionalismo asturiano es mayoritariamente progresista; desde un principio las organizaciones abiertamente nacionalistas en Asturias fueron tuvieron ese color político. El primer partido político nacionalista fue el Conceyu Nacionalista Astur (CNA) en 1976. Tras su desaparición cogería el testigo del nacionalismo otra fuerza de izquierdas, el Ensame Nacionalista Astur (ENA) en 1982 que junto a la organización izquierdista Xunta Nacionalista Asturiana conformarán en 1988 la Unidá Nacionalista Asturiana (UNA). El Partíu Asturianista (PAS) que se definiría como "asturianista, interclasista y de progreso" según sus Estatutos. Andecha Astur sería "socialista" y nacería en 1990 de los expulsados de la UNA, y otras organizaciones posteriores nacionalistas también serían progresistas, como IAS (ahora es parte de Compromisu por Asturies).
En las elecciones autonómicas de 2015, las formaciones asturianistas consiguieron el 12,12 % de los votos gracias a la presencia de Izquierda Xunida que incluyó en su programa la reivindicación de la nacionalidad histórica de Asturias, estos resultados significaron la presencia de cinco diputados en la Junta General. El otro partido político que presentó candidatura en estas votaciones fue Andecha Astur, que se quedó con un 0,18 % de los sufragios emitidos.
Los principales partidos y coaliciones que recogen claramente la consideración de Asturias como nación son (por orden de apoyo electoral):
Con representación en la Junta General
- Izquierda Unida de Asturias-Izquierda Xunida d'Asturies defiende la definición de la comunidad como nacionalidad histórica[57] y, como elemento fundamental de su proyecto político, el objetivo de la construcción de Asturias como país en el marco del Estado Federal plurinacional y Republicano que nos ha de conducir a una Europa Social.[58]

Sin representación en la Junta General, pero sí en los concejos
- Asturianistes por Nava (tres concejales en Nava)
- Partíu Asturianista tres concejales y uno alcaldía en Bimenes)
- Conceyu Abiertu (dos concejales en Noreña)

#### Cantabrismo

En el año 2016 el Parlamento de Cantabria reconoció al Lábaro cántabro como "símbolo identitario del pueblo cántabro y los valores que representa", aunque sin sustituir a la bandera oficial de Cantabria.

El cantabrismo es una ideología reciente, puesto que antes de los años 70 no hubo ningún partido político o asociación así en Cantabria, que hace provenir sus raíces del cantabrismo de épocas anteriores. El cantabrismo solo estuvo presente en el Parlamento de Cantabria (entonces Asamblea de Cantabria) entre 1988 y 1991 con el Partido Nacionalista de Cantabria. Desde 1995 está representado por el partido Conceju Nacionaliegu Cántabru que no tiene representación parlamentaria y que en las elecciones autonómicas de 2007 obtuvo un 0,36 % de los votos.
El último partido creado es Cantabristas en la década de los 2000.
Entre sus propuestas destacan el asumir el lábaro cántabro como bandera oficial de Cantabria, el reconocimiento institucional de la lengua cántabra y la comarcalización de la comunidad autónoma.

## Regionalismo

### Regionalismo cántabro

Bandera de Cantabria.

El regionalismo cántabro o cantabrismo es una ideología política de la comunidad autónoma de Cantabria que apuesta por la defensa de los valores tradicionales de la región, que defiende las costumbres y la personalidad propia del pueblo cántabro, así como la defensa y el desarrollo del medio rural en Cantabria. Este último factor hace que esta corriente sea especialmente fuerte en el ámbito rural.
Esta ideología propició la consecución de la comunidad autónoma para Cantabria, ya que antes bajo el nombre de Provincia de Santander formaba parte de la región de Castilla la Vieja (entre 1833 y 1981). En 1998 se reformó el estatuto de autonomía de la comunidad, eliminándose el artículo 38 que contemplaba una posible anexión futura de Cantabria a otra comunidad, en clara referencia a Castilla y León, cuyo estatuto aún recoge esta opción en su disposición transitoria séptima.
Miguel Ángel Revilla, del Partido Regionalista de Cantabria (PRC), es uno de los máximos exponentes del regionalismo en España. Su partido fue segundo en las elecciones autonómicas de 2011 al Parlamento de Cantabria con un 29,15 % de los votos y 12 escaños. En las elecciones al Parlamento de Cantabria de 2015 obtuvo el 29,89% y 12 diputados, siendo el segundo partido en representación en el Parlamento. El regionalismo cántabro es uno de los más ampliamente representado en comparación con el resto de regionalismos en España, pues el PRC es la primera fuerza parlamentaria en Cantabria tras las últimas elecciones al Parlamento celebradas en mayo de 2019. En las elecciones generales de España de abril y noviembre de 2019 el PRC obtuvo, por vez primera, representación en el Congreso de los Diputados (José María Mazón) con 52.197 votos y un 14,59 % de votos.

### Regionalismo murciano

Bandera de la Región de Murcia.

Bandera nacionalista murciana.

El regionalismo murciano o murcianismo es una corriente de pensamiento que reivindica el reconocimiento de particularidades históricas y culturales de la región murciana, y desde un punto de vista político la consecución de autonomía para la misma.
La primera experiencia de búsqueda de autonomía política para la regionalidad murciana acaeció durante la Revolución Cantonal de 1873 con la proclamación del Cantón Murciano. Los revolucionarios de aquella experiencia aspiraban a un Cantón regional que se correspondiera con lo que en un sentido amplio pudiera llamarse Región murciana además de constituir a la República Española en una república federal.

Bandera regionalista o nacionalista murciana.

A finales del siglo XIX, el murcianismo adoptó tintes culturales al verse influido por las corrientes regionalistas y costumbristas del momento, apareciendo numerosos autores que pretendían recuperar las tradiciones, el folclore y el habla regional murciana, tales como Díaz Cassou, José Martínez Tornel, Frutos Baeza, Andrés Baquero, Pedro Jara Carrillo y sobre todo el poeta Vicente Medina, cuya obra Aires murcianos (1898) se considera obra señera del dialecto murciano.
Tras la constitución de las comunidades autónomas, el murcianismo ha estado representado por diversos partidos, como Unión Democrática Murciana (formante de Unión de Centro Democrático), Partido del País Murciano, Partido Murcianista, Unión de los Pueblos de Murcia o Unión Democrática de la Región de Murcia. Sin embargo, nunca han conseguido representación en la Asamblea Regional al no alcanzar el 5% de los votos. Aun así el Partido Murcianista consiguió 9 concejales en distintos ayuntamientos en las elecciones municipales de 1991, y Unión Democrática de la Región de Murcia tres concejales en las elecciones municipales de 2007. En 2018 nace el partido regionalista Somos Región, que obtuvo 13 314 votos (un 2,04%) en las elecciones autonómicas de 2019, así como representación municipal en Blanca, Ricote y Torre-Pacheco. En las elecciones autonómicas de 2023 Por mi Región, nuevo nombre de Somos Región, obtuvo 2 379 votos (un 0,35%), y solo representación municipal en Campos del Río.
Asimismo, existe un mínimo movimiento murcianista de carácter nacionalista que afirma la existencia de la nación murciana, y que está centrado en la asociación Jarique y una parte de la afición del equipo de fútbol Club de Accionariado Popular Ciudad de Murcia.

### Regionalismo valenciano

Señera valenciana, bandera oficial de la Comunidad Valenciana.

El regionalismo valenciano nace en el siglo XIX con la Renaixença. A partir de la transición democrática española aparecerá el, blaverismo, un movimiento originalmente populista y heterogéneo, de base españolista, que aglutina sectores de ideología mayoritariamente regionalista o foralista. Se define, por encima de todo, por su negación de que existan elementos simbólicos y culturales importantes que sean compartidos por catalanes y valencianos.
El movimiento tiene especial arraigo en la capital y las comarcas adyacentes. A lo largo de su historia, el partido político más significativo ha sido Unió Valenciana, que llegó a tener un 10,5 % de los votos en las elecciones autonómicas de 1991 y formó parte del gobierno valenciano conjunto con el PP en la legislatura 1995-1999. Desde entonces su apoyo electoral ha ido disminuyendo considerablemente, obteniendo un 0,95 % del voto en las elecciones autonómicas de 2007, y finalmente uniéndose al PP en las elecciones de 2011. Una escisión más radical de Unió Valenciana, Coalición Valenciana (también de ideología regionalista valenciana y con un marcado carácter conservador), consiguió el 0,72 % de los votos en las elecciones de 2007, y acabó disolviéndose en 2012.

### Alicantinismo

Bandera provincial de Alicante, no oficial, construida mediante la unión de la bandera de la capital con el escudo de la diputación de la provincia.

El regionalismo alicantino o alicantinismo es un movimiento político y social que persigue el reconocimiento de la provincia de Alicante como región y su constitución como comunidad autónoma de España, separada del resto de la actual Comunidad Valenciana. Asimismo, también defiende la identidad histórica y cultural propia de Alicante y de los alicantinos.
Aunque minoritario, el regionalismo alicantino ha formado parte del programa político de algunos partidos, principalmente a partir de la primera mitad de la década de 1990, como el Partido Cantonalista del País Alicantino (ALICANTON), la Unión Democrática Alicantina (UNIDA, sucesora del ALICANTON), Los Verdes del País Alicantino (LVPA), o la coalición Esperanza Ciudadana - Juntos por Alicante (EC-JxA), obteniendo resultados testimoniales.

### Regionalismo balear

Bandera de la comunidad autónoma de las Islas Baleares.

El regionalismo balear (mallorquín, menorquín, ibicenco y formenterense), conocido también como balearismo o mallorquinismo, es una corriente política que tiene sus fundamentos en la realidad insular del archipiélago, en el curso histórico de las islas y en la singularidad cultural y lingüística. Tiene entre sus teóricos a Miquel dels Sants Oliver.
El principal partido político de orientación regionalista balear es Convergència per les Illes que obtuvo en las elecciones autonómicas de 2007 un 6,75 % de los votos y tres escaños. Otros partidos sin representación parlamentaria son Partido Balear (0,20 %), Unión del Pueblo Balear (0,17 %), Clave de Mallorca (0,16 %), el Partido Isleño de las Islas Baleares (0,09 %) y la Liga Regionalista de las Islas Baleares. El conjunto de estos partidos suma un 7,28 % del voto y consiguió formar parte del gobierno balear entre los años 2007 y 2011.
Revisten progresiva importancia, por su acentuado balearismo, los colectivos Coordinadora de Entidades Balearistas y Grup Ramon Llull, de reciente creación.

### Regionalismo riojano

Bandera de La Rioja.

El regionalismo riojano es una corriente política de la Comunidad de La Rioja que defiende la identidad histórica y cultural de dicha región como comunidad diferenciada dentro de España. No es nada nuevo, puesto que ya en el siglo XIX se creó la Constitución Republicana Federal del Estado Riojano para que dicha región formara un estado dentro de una futura España federal.
También se dio durante la primera década del siglo XX. Por aquel entonces se expandieron por toda España los movimientos regionalistas al calor de la ley de mancomunidades de 1912, como otra posible respuesta a los nacionalismos en continuo crecimiento. En 1918 se reunieron en el recientemente desaparecido teatro moderno de Logroño, representantes de más de 100 ayuntamientos para realizar un documento en el que se exigía mayor grado de independencia político-administrativa para La Rioja pero sin renunciar a su pertenencia al estado Español, reivindicando así una descentralización administrativa del estado para la región con su propia autonomía política. Es un claro ejemplo de regionalismo riojano.
Con anterioridad a este suceso y durante la misma década, se produjo otro manifiesto similar del partido Anticaciquista Regionalista Riojano, reivindicando una autonomía regional. Se proponían 10 puntos en los que debía descansar la autonomía, como constituirse con un órgano representativo político superior, el fomento de la cultura, la literatura y el arte riojano, la autonomía universitaria y otros. También este partido contempaba la posibilidad de realizar uniones políticas transitorias con las provincias vasco-navarras por motivos etnográficos.
Asimismo, durante la Segunda República Española también hubo reivindicaciones en este mismo sentido.
Este regionalismo defiende que La Rioja natural es más extensa que la actual comunidad autónoma y crítica lo que ellos denominan efecto frontera en referencia a la soberanía fiscal del País Vasco y Navarra.
El partido político que apoya principalmente este regionalismo es el Partido Riojano, que obtuvo en las elecciones autonómicas de 2007 un 5,95 % del voto, siendo la tercera fuerza política de la comunidad.

### Regionalismo navarro

Bandera de la Comunidad Foral de Navarra.

El regionalismo navarro es un movimiento político que aboga por la defensa la identidad de Navarra como comunidad diferenciada dentro de la unidad de España, del régimen foral de Navarra, de su estatus como comunidad foral y del convenio económico de Navarra con el Estado español.
Al igual que el nacionalismo vasco tiene sus orígenes en el foralismo, pero al contrario que este se opone a que Navarra forme parte de territorios vascos.
Los partidos políticos que propugnan y defienden esta tendencia del Navarrismo, aunque con ciertas diferencias en sus posturas, son Unión del Pueblo Navarro (UPN), aliado político del Partido Popular hasta 2008 en la Comunidad foral, su escisión centrista, hoy en día desaparecida, Convergencia de Demócratas de Navarra (CDN), el PPN y el PSN-PSOE.

### Regionalismo alavés
Más conocido como alavesismo, fue una tendencia política minoritaria vinculada al partido político Unidad Alavesa (UA), que defendía que Álava debía de constituirse como comunidad diferenciada del País Vasco al igual que lo hizo Navarra. De hecho uno de sus lemas fue Álava como Navarra.
Al igual que el regionalismo navarro, esta corriente también era foralista, defendía un régimen foral propio para Álava dentro de España.
Actualmente dicho movimiento es residual, ya que el partido político que defendió estas tesis acordó su disolución en 2005 por falta de apoyo electoral tras las elecciones vascas de 2005 con un 2,2 % del voto alavés.

### Regionalismo extremeño

Bandera de Extremadura.

El regionalismo extremeño es una corriente política extremeña que defiende la identidad propia de Extremadura y de los extremeños. Denuncia con frecuencia el olvido y abandono al que, a su juicio, está sometida la región por parte del poder central español.
Los partidos regionalistas extremeños son Coalición Extremeña (PREx-CREx), Extremadura Unida, Socialistas Independientes de Extremadura (SIEx), y anteriormente, Unión del Pueblo Extremeño (UPEx), ahora integrado en Ciudadanos (Cs). La mayoría se presentan a las elecciones en coalición con otros partidos (SIEx con el PSOE en las elecciones autonómicas y municipales de 2015).
El único grupo netamente extremeño presente en la Asamblea de Extremadura en la IX legislatura (2015-actualidad) es Socialistas Independientes de Extremadura (SIEx) en coalición, donde posee 3 diputados. Coalición Extremeña (PREx-CREx) y Extremadura Unida (EU) se presentaron en grupos separados, no llegando a obtener ninguno el número de votos exigidos para poder acceder a un escaño.

### Regionalismo castellano-leonés

Bandera de Castilla y León.

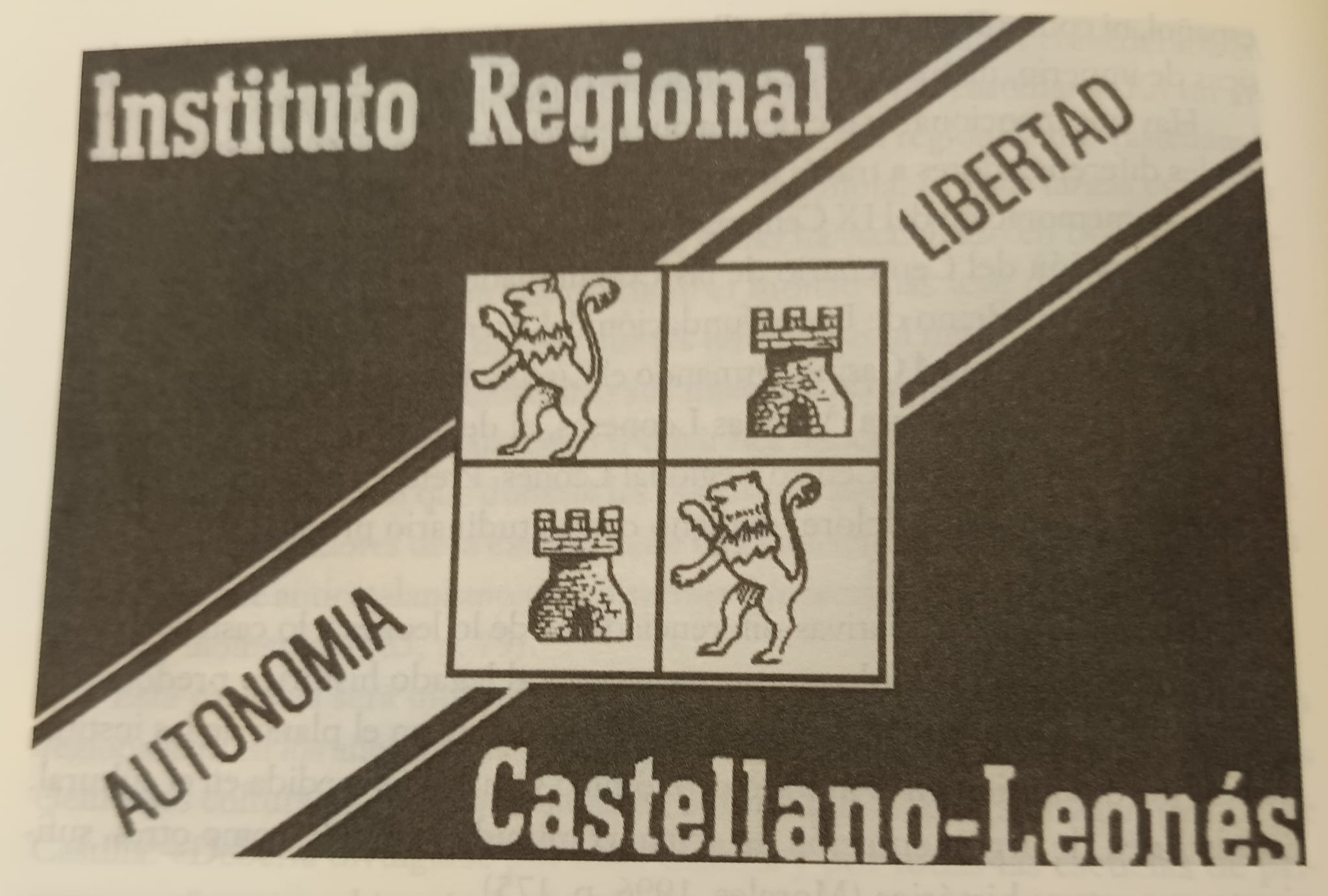
Instituto Regional Castellano-leonés (1976)

El regionalismo castellano-leonés es un movimiento político y cultural cuyo objetivo es señalar y preservar la identidad histórica y cultural de Castilla y León, convertida hoy en comunidad autónoma española. Dos de los partidos políticos ligados a esta ideología son PANCAL (fundado en Zamora) y Unidad Regionalista de Castilla y León (fundado en Salamanca). El primero ya ha desaparecido en la actualidad y algunos de sus miembros pasaron a Unidad Regionalista de Castilla y León; el segundo cuenta con una representación repartida tras las últimas elecciones por las provincias de Ávila, Palencia, Salamanca y Valladolid. En tiempos de la preautonomía también destacaron Alianza Regional de Castilla y León (fundada en Valladolid) o el Instituto Regional de Castilla y León (fundado en Palencia).
La aparición del sentimiento regionalista castellanoleonés no es algo que surja con la autonomía o preautonomía: ya en la I República española se intentó crear la región castellanoleonesa formada por las provincias de Ávila, Burgos, León, Logroño, Palencia, Salamanca, Santander, Segovia, Soria, Valladolid y Zamora. Desde entonces, los principales medios de comunicación (El Norte de Castilla, El Adelanto de Salamanca, Diario de Burgos, Diario de León,...) se hicieron eco de dicho regionalismo.

### Regionalismo manchego

Bandera regionalista manchega de 1906 actualizada (sustituye el escudo de Alfonso XIII por la estrella).

Contrario a las tesis pancastellanistas y basado en la firma del Pacto Regional Manchego de 1869, el mancheguismo moderno propugna la existencia de una región geográfica, histórica, económica y etnológica en La Mancha completamente diferenciada de las regiones limítrofes, generalmente identificada con las actuales provincias de Albacete, Ciudad Real, Cuenca y Toledo. Las tesis castellanistas y las mancheguistas son plenamente enfrentadas, al incluir las primeras al total de las provincias manchegas dentro de Castilla y separar las últimas La Mancha de Castilla.
Otras tesis del regionalismo manchego extienden su regionalismo al total de la comunidad autónoma de Castilla-La Mancha, como el Partido Regionalista Manchego.

### Leonesismo

Bandera propuesta para representar al País Leonés, de color púrpura.

Bandera que representa el reino de Leóntambién utilizada como bandera regional leonesa.

El leonesismo es un movimiento cultural y sociopolítico regionalista que persigue el reconocimiento de parte de los territorios del antiguo reino de León (el País Leonés o Región Leonesa, con las provincias de León, Zamora y Salamanca), como región y nacionalidad histórica y su establecimiento en comunidad autónoma propia, separada de la actual autonomía de Castilla y León.
El principal partido político leonesista es la Unión del Pueblo Leonés (UPL), que ocupa 3 escaños en las Cortes de Castilla y León, existiendo también el PREPAL. Entre 2005-2019 surgió el PAL-UL como escisión de la UPL ya extinta y reagrupada de nuevo en UPL desde entonces. Extinta también la UPSa , que por su parte se definía como salmantinista únicamente, pero en su ponencia recogía claramente que León, Zamora y Salamanca forman una región.
En el País Leonés, el apoyo político al leonesismo es de un 10 %, si bien en la provincia de León representa un 21,31 % en las elecciones autonómicas a las cortes de Castilla y León de 2022, mientras que en la de Zamora representa el 2% del electorado y en Salamanca el 0,9%, en las elecciones autonómicas de 2022.
En el Barocyl 2005 se formulaba a los ciudadanos de las tres provincias leonesas si querrían formar autonomía con las otras dos. Los datos que analizó el profesor Alcantara,[cita requerida] arrojaban que Salamanca era la provincia con mayor propensión a la entidad autonómica leonesa con un 42 % de afirmaciones, por el 31 % de León y Zamora. No obstante, en las últimas Elecciones Generales de 2016, las tesis leonesistas del PREPAL obtuvieron en la provincia de Salamanca apenas un 0.11% de los votos.
En diciembre del año 2019 el ayuntamiento de León aprobó una moción para pedir la autonomía de la región leonesa. Se argumentaron hechos económicos, históricos y sociales. La moción fue aprobada con los votos a favor de la UPL, del PSOE, y un independiente. La moción también fue aprobada en otros 47 municipios de la Región Leonesa, mayoritariamente (45) en la provincia de León, más 52 juntas vecinales, todas en la misma provincia, según datos de octubre de 2020. [cita requerida] Encuestas cercanas a esas fechas hablan de un apoyo mayoritario a la autonomía del viejo Reino de León. [cita requerida] El 16 de febrero de 2020 más de 80 000 personas llenaron las calles de León, Ponferrada y Villablino en una manifestación histórica no vista desde 1984 para pedir la autonomía leonesa, reindustrialización, inversiones y planes de empleo y talento, ya que se argumenta que la región de León es uno de los territorios más castigados en la península ibérica por la despoblación, por el envejecimiento y por la emigración, por falta de oportunidades que permitan desarrollar un proyecto de vida en la misma. La crisis por el fin de la minería y el abandono de la administración regional y nacional y la fijación de recursos en ciudades como Valladolid son la causa de este sentimiento (obviando los históricos, culturales y legales) que con diferentes intensidades son habituales desde la creación de Castilla y León, [cita requerida] y en el último año 2019-2020 ha vuelto aumentar, [cita requerida] por los malos datos económicos y sociales en un periodo de crecimiento económico donde España progresaba y cerraba heridas de la anterior crisis económica y la provincia de León seguía a contracorriente decreciendo, y antes de la pandemia del coronavirus cuando también era de las pocas provincias que aún no se había recuperado del anterior revés económico de 2008, [cita requerida] esto también ocurre en las provincias de Zamora y Salamanca, aunque el sentimiento, las mociones y la representación leonesista no son tan fuertes y extendidas en estas provincias.
El 26 de junio de 2024, la Diputación Provincial de León votó a favor de la moción para la autonomía de la Región Leonesa llevado a cabo a través de la corporación leonesista UPL con el apoyo del PSOE de León.Ese mismo día se pronunciaron en su defensa los ministros de Transportes y Movilidad Sostenible, Óscar Puente y de Política Territorial y Memoria Democrática, Ángel Víctor Torres, aludiendo en ambos casos a la legitimidad de este territorio para configurarse dentro del estado de las autonomías.

### Sorianismo
El regionalismo soriano o sorianismo es un sentimiento territorial que se articula como movimiento cultural, social y político, de carácter regionalista, que lucha contra las desigualdades históricas de la provincia de Soria (bien la actual o extensible a la anterior a 1833) fomentadas desde el Estado y la comunidad autónoma de Castilla y León.[cita requerida] Según la encuesta de Sigma Dos para Soria ¡Ya! realizada en 2011, el 68,8 % de los sorianos no se siente castellano y leonés; se siente solamente soriano o más soriano que castellano leonés. La sensación de la mayoría de los sorianos, el 59,8%, es que la comunidad autónoma es ajena a los problemas de la provincia y solamente el 24,9% de los encuestados consideran que es bueno pertenecer a Castilla y León. Partidos políticos de carácter sorianista han conseguido representación en los últimos años, e.g. Alternativa Soriana Independiente, e Iniciativa por el Desarrollo de Soria.

### Castellanismo

El actualmente conocido por los castellanistas como pendón comunero.

Existen diversos movimientos que pueden calificarse de castellanistas: ya sean de índole regionalista o nacionalista, al margen de su orientación política (progresista, izquierdista, socialdemócrata, derechista...). Remontan sus raíces políticas en el Pacto Federal Castellano de 1869, firmado por representantes y delegados de 17 provincias. Propugna la unificación de las actuales cinco comunidades autónomas de raíz castellana: Cantabria, Castilla y León, Castilla-La Mancha, La Rioja y Madrid (así como de diversas comarcas que no pertenecen a dichas comunidades autónomas, pero han pertenecido históricamente a Castilla).
Electoralmente, es un movimiento testimonial. Los principales partidos políticos que defienden estas tesis son Tierra Comunera (1,16 % en Castilla y León y 0,26 % en Castilla-La Mancha), Izquierda Castellana, Partido Regionalista Castellano y Unión Castellanista. En Cantabria y La Rioja este movimiento no existe desde el punto de vista asociativo ni político. Ambas regiones cuentan con regionalismos propios de sus autonomías mucho más implantados.

### Regionalismo de Andalucía Oriental

Bandera propuesta por la PAO para Andalucía Oriental.

El regionalismo de Andalucía Oriental u orientalismo es un movimiento de carácter regionalista de las provincias andaluzas orientales o, simplemente, ‘surorientales’ (Jaén, Granada y Almería, excluyendo a Málaga), que actualmente se ha visto potenciado por la recientemente creación de la Plataforma por Andalucía Oriental.
Este antiguo movimiento ciudadano, encabezado ahora por dicha plataforma, tiene como objetivo la creación de una comunidad autónoma independiente a la actual Andalucía que agrupe a estas tres provincias.
Así, este movimiento, que ya fue apoyado por la UCD en los primeros años de democracia, es de carácter abierto, ya que aboga por la pluralidad de pensamiento y no se define dentro de ningún rango del espectro político. Se justifica apelando a razones de distinta índole recogidas en el ideario de la mencionada Plataforma.
Estas razones, según la plataforma, son tanto históricas, ya que se remontan a la auto-administración que Andalucía Oriental gozaba años atrás y que quedó paralizada tras la Asamblea de Córdoba de 1933. Dicha asamblea, propuesta por Blas Infante, abogaba por la unión de todas las provincias andaluzas y fue aprobada pese al abandono de los asambleístas de Jaén, Granada y Almería; como culturales, debido a que se quejan de la colonización cultural impuesta desde Sevilla. Pero sus principales razones para la autonomía son económicas, basando sus argumentos en que estas tres provincias no se benefician de las ventajas de la descentralización de España y en que todas las competencias y la gestión monetaria están fuertemente centralizadas en Sevilla y provincias colindantes; y razones estratégicas: los partidarios de este movimiento piensan que la unión de estas tres provincias y su auto-administración daría lugar a una mejora económica y social que las sacaría de los últimos puestos de desarrollo por regiones de Europa.
Asimismo, también hay un partido político de ideología regionalista de Andalucía Oriental (orientalista): el Partido Regionalista por Andalucía Oriental (PRAO), creado como evolución de la Plataforma por Andalucía Oriental (PAO).

### Regionalismo granadino

Bandera del Reino castellano de Granada.

De manera similar al andalucismo-oriental u orientalismo y con motivos similares, el regionalismo granadino reclama la creación de la Región de Granada o Comunidad de Granada que agrupe al menos las provincias de Almería, Granada y Málaga, las provincias del antiguo Reino de Granada. La mayor parte del granadismo acepta también a la provincia de Jaén como parte de la Región de Granada al entrar en la dinámica de esta a lo largo del siglo XIX.
En la actualidad, la organización mayoritaria de este movimiento es la Asociación Región de Granada (ARG) que es favorable a la inclusión de Jaén.
Para las andaluzas de 2022, se presenta la plataforma «Juntos por Granada», creada inicialmente para evitar el traslado de las sedes judiciales andaluzas de Granada y después para luchar por los intereses de Granada, con el nombre de «Juntos por Granada-El partido del Granadexit». El objetivo es la segregación de Granada de Andalucía y su constitución como una autonomía uniprovincial. Sus resultados fueron escasos, con 1299 votos, y el 0'3% de Granada.

### Regionalismo malagueño

Bandera de Málaga.

Existen en Málaga asociaciones que postulan por la secesión de la Provincia de Málaga de Andalucía y se dividen en dos diferentes vertientes: por una parte los regionalistas, que defienden la constitución de una nueva comunidad autónoma uniprovincial diferenciada de Andalucía, que se denominaría Región de Málaga; y por otra parte, Unión democrática Región de Málaga, donde se encuentran los defensores de la integración de la provincia de Málaga dentro de una nueva CC. AA. de Andalucía Oriental.
Dentro de este activismo político cabría destacar el papel de la Asociación Rayya Plataforma Pro Autonomía Región de Málaga, Unión Democrática Región de Málaga, plataformas cuyo objetivo es la autonomía uniprovincial de Málaga. Estas asociaciones rechazan el centralismo de la Junta de Andalucía, oposición especialmente reflejada en cuestiones como la Ley de la Capitalidad para Sevilla, o en la extinción de la Confederación Hidrográfica del Sur, antiguo organismo gubernamental, que tuvo su sede en Málaga desde su creación en 1960, y que fue disuelto paulatinamente por la Junta de Andalucía, primero integrándolo en la Agencia Andaluza del Agua y posteriormente trasladando su Dirección General desde Málaga a Sevilla.

### Regionalismo almeriense

Delimitación de la Región de Almería según los regionalistas almerienses.

El regionalismo almeriense es un movimiento político y social que propone la conversión de la provincia de Almería en comunidad autónoma propia, bajo el nombre de Región de Almería e independiente de la andaluza.
- Denominación: Comúnmente es denominado regionalismo almeriense. Además, los regionalistas almerienses proponen el nombre de Región de Almería para la comunidad autónoma que plantean.

- Territorio: Según los regionalistas almerienses, el territorio que compondría la Región de Almería sería el de la actual provincia de Almería.[97]

- Historia: Durante la Transición Española, algunos líderes locales de la Unión de Centro Democrático (UCD), como Juan Antonio Gómez Angulo, defendieron el regionalismo almeriense, con la creación de una comunidad autónoma del Sureste, incluyendo a Murcia y Almería, o incluso la constitución de Almería como comunidad autónoma uniprovincial, una vez fracasado el referéndum andaluz por la autonomía del 28 de febrero de 1980.[98]

La bandera de la Región de Almería es el ejemplo más claro de la Cruz de San Jorge en vexilología. La Diputación de Almería añade el escudo provincial.

- Simbología: La bandera de la Región de Almería es la tradicional Cruz de San Jorge, que remonta sus orígenes a la toma del Reino de Almería por tropas genovesas y catalanas en 1147.[97]

- Partidos regionalistas almerienses: existe un partido político, la Unión Regionalista Almeriense (URAL), fundado en 1995, que promueve la constitución de esta provincia como una nueva comunidad autónoma al margen de Andalucía. En 2022 se crea el partido Almerienses-Regionalistas pro Almería, cuyo objetivo principal en la constitución de Almería como una autonomía uniprovincial.[99]

- Resultados electorales del regionalismo almeriense: La URAL se presentó a las elecciones generales de 2000, obteniendo 838 votos que la convirtieron en la quinta fuerza política en la provincia con un 0'3% de los votos. En las elecciones al parlamento de Andalucía del mismo año consiguió 1.520 votos. También se presentó a las municipales de Huércal de Almería en dos ocasiones.

- Propuestas y actividades regionalistas almerienses: El regionalismo almeriense ha estado inactivo hasta el año 2010, con la aparición de diversas páginas, blogs y grupos en redes sociales al respecto, de las cuales destaca el grupo "Almerienses que no se sienten andaluces", creado en 2010. Dicho grupo, se convierte en el año 2013 en una asociación cultural y regionalista cuyas principales reinvindicaciones son una autonomía uniprovincial de Almería y la defensa y recuperación de la cultura almeriense.[100] Entre los diversos logros de esta asociación es la recuperación de la bandera de Almería con la Cruz de San Jorge, propuesta enviada a la Diputación de Almería en 2014 y aprobada en 2017.[101][102]

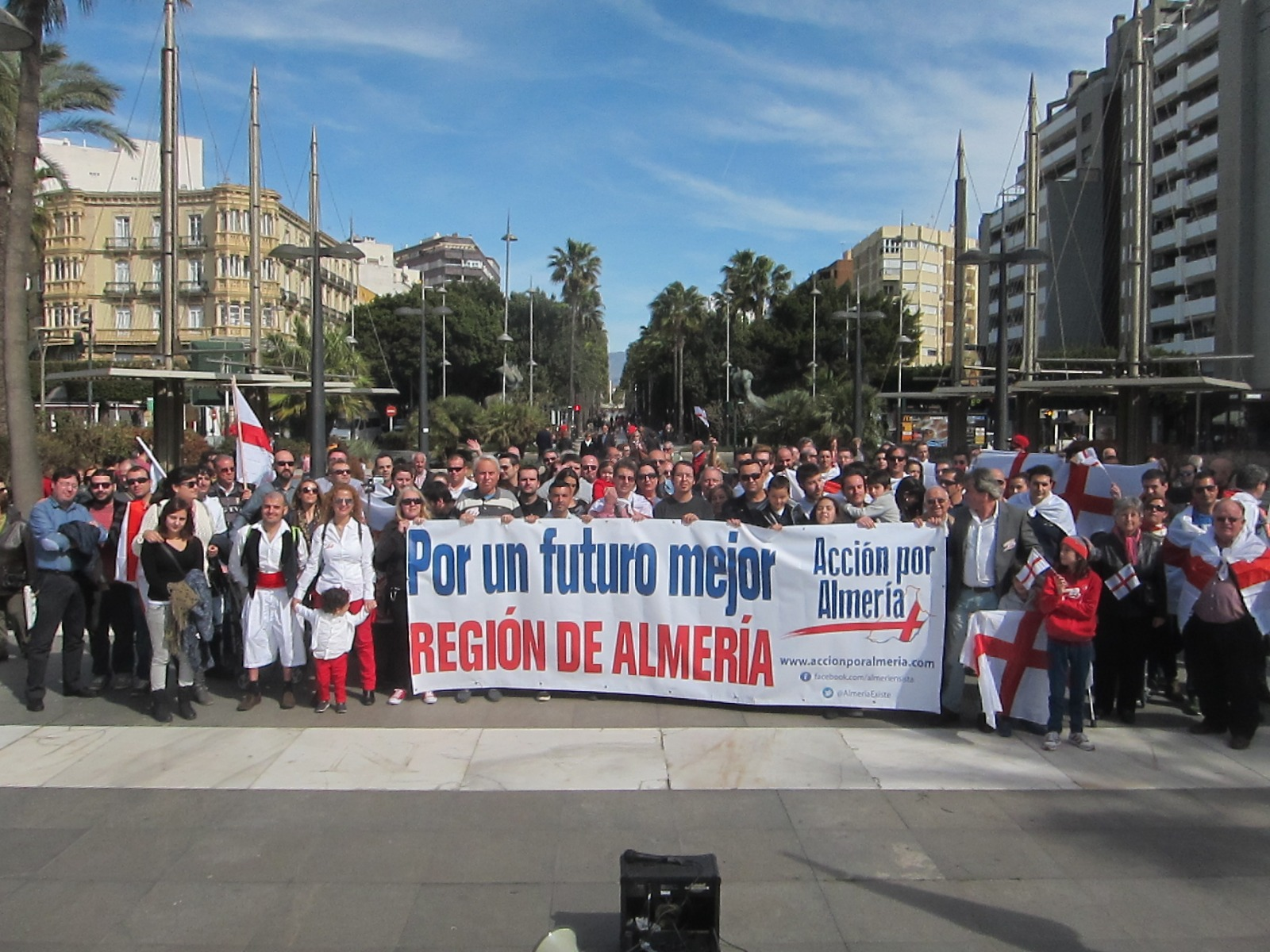
Manifestación pidiendo la independencia de Almería como autonomía uniprovincial.

Desde el año 2013 Acción por Almería convoca una concentración cada 28 de febrero bajo el lema "Almería no es Andalucía" pidiendo la segregación de Andalucía.

### Regionalismo linense
Desde 2015 la alcaldía del municipio de La Línea de la Concepción está gobernada por Juan Franco, del partido político La Línea 100x100. En 2019 revalidó la alcaldía con el 67,5% de los votos, con la principal promesa electoral de segregar al municipio de Andalucía para constituirse en ciudad autónoma. La Junta de Andalucía rechaza frontalmente las pretensiones del gobierno local de La Línea para separarse de Andalucía.

## Provincialismos

### Cartagenerismo

Bandera de la provincia marítima de Cartagena, usada por los cartageneristas.

El cartagenerismo es un movimiento social, político e ideológico de España que persigue el reconocimiento de un territorio autónomo centrado en Cartagena y su comarca (Campo de Cartagena), que incluye los municipios de La Unión, Los Alcázares, San Javier, San Pedro del Pinatar, Torre Pacheco, Fuente Álamo y la pedanía murciana de Lobosillo, además de Mazarrón (que no forma parte de la comarca), así como la defensa de la identidad cartagenera y de su entorno.
El cartagenerismo se justifica en la amplia historia de la ciudad y tiene por referente la Revolución cantonal de 1873, en la que la ciudad de Cartagena lideró la insurrección federalista contra la Primera República, al ser la sede del Gobierno Provisional de la Federación Española.
Tras las elecciones municipales de 2015, el partido cartagenerista Movimiento Ciudadano de Cartagena, llegó a la alcaldía de la ciudad, que ostentó hasta junio de 2017, en virtud del acuerdo firmado con el PSOE. Así mismo y tras las elecciones municipales de 2019, el cartagenerismo volvió a ser la fuerza más votada del municipio, algo que no sucedía desde que en 1987 el PCAN ganara las elecciones. 
Según la empresa demoscópica "Murcia-electoral", el 86% de los cartageneros son partidarios de una nueva provincia, aunque sería rechazada por el resto de los municipios de la comarca, incluido Mazarrón, salvo en La Unión. Así mismo, según "Electomanía", dentro de una corriente más minoritaria en el cartagenerismo, el 7,5 % serían partidarios de formar una nueva región autónoma
Dentro del cartagenerismo pueden distinguirse básicamente dos corrientes, en función de la relación que los cartageneristas creen que debe tener Cartagena con la Región de Murcia, a la que pertenece actualmente.
- Provincialismo: es la corriente mayoritaria. Defiende la constitución de una Provincia de Cartagena y la obtención de mayores cuotas de autogobierno respecto al gobierno autonómico de la Región de Murcia, así como el desarrollo de la comarcalización de la Región de Murcia. Demanda también el traslado de algunas Consejerías, como Turismo e Industria a Cartagena. También propone el cambio de nombre de la Región de Murcia: Región del Sureste, Región del Levante y, desde hace pocos años, Región Cartaginense, son algunas de las propuestas.

Políticamente existen o han existido diversos partidos políticos como el Partido Cantonal o actualmente el Movimiento Ciudadano de Cartagena, que han gobernado la ciudad, así como la Plataforma por la Biprovincialidad 2es+. Desde las elecciones municipales españolas de 1979, el cartagenerismo ha tenido representación en el Ayuntamiento de Cartagena en todas las legislaturas salvo en dos de ellas, e incluso llegó a alcanzar la alcaldía de Cartagena en dos legislaturas, en el periodo 1987-1991 y la última en el período 2015-2017.
- Regionalismo: defiende la segregación total entre Cartagena y el resto de la Región de Murcia con el fin de crear una comunidad autónoma independiente a la autonomía murciana. Se trata de una corriente minoritaria, aunque Movimiento Ciudadano de Cartagena ha hecho referencia a ésta desde la alcaldía al igual que parte de su militancia en redes sociales, amenazando con llevarse a Cartagena a otra comunidad autónoma o con querer constituirse como tal, ya sea junto a otros municipios del Campo de Cartagena o de forma independiente, como las ciudades autónomas de Ceuta y Melilla.

### Provincia de Alcalá

Bandera propuesta para la Comarca de Alcalá.

Hay voces que reclaman que Alcalá de Henares y su alfoz no deben ser parte de la provincia de Madrid sino una provincia independiente, que debe diferenciarse del resto de territorios de la Comunidad de Madrid debido a su historia.

### Bercianismo

Bandera de El Bierzo.

El bercianismo es un movimiento cultural y político que reclama el reconocimiento de la singularidad de El Bierzo y una mayor autonomía administrativa. Tradicionalmente, el bercianismo reivindica la restauración de la Provincia del Vierzo (el territorio que ocupa la comarca de El Bierzo más los territorios que formaron parte de esa provincia en 1822. Incluso hay voces minoritarias que reclaman una autonomía uniprovincial.
Tras la llegada de la democracia, en 1978, las voces que reclamaban tímidamente esa descentralización intentaron organizarse ante la creación del Estado de las autonomías, realizando diversas iniciativas, entre las que destaca el Manifiesto Bercianista de 1978, que fue un documento firmado por personalidades importantes de la sociedad berciana pidiendo la creación de la Provincia de El Bierzo.
De los partidos bercianistas que surgieron al final de la década de 1970, Independientes del Bierzo, Asociación Vecinal Independiente, Partido de El Bierzo, solo sobrevive este último. Otros partidos han surgido posteriormente, Izquierda Berciana, Partido Provincialista de El Bierzo, Partido Regionalista de El Bierzo (fundado por el expresidente del Partido de El Bierzo tras ser expulsado del mismo), Unidad Bercianista, hasta la irrupción de Coalición por El Bierzo (coalición formada por el Partido de El Bierzo y el Partido de la Tierra 7).
Tras unos resultados aceptables a finales de la década de 1980 y principios de la de 1990, el bercianismo político sufrió en sus resultados electorales un desgaste, acentuado tras la expulsión del expresidente del Partido de El Bierzo, desgaste del que se ha recuperado. Actualmente el Partido de El Bierzo y el Partido de la Tierra 7 se han coaligado y fundado Coalición por El Bierzo consiguiendo el mejor resultado de un partido político bercianista hasta la fecha, obteniendo 7847 votos, convirtiéndose en la 3ª fuerza política de El Bierzo en votos y número de concejales. Por su parte el Partido Regionalista de El Bierzo obtuvo un concejal en Ponferrada.

### Provincialismo en el Campo de Gibraltar

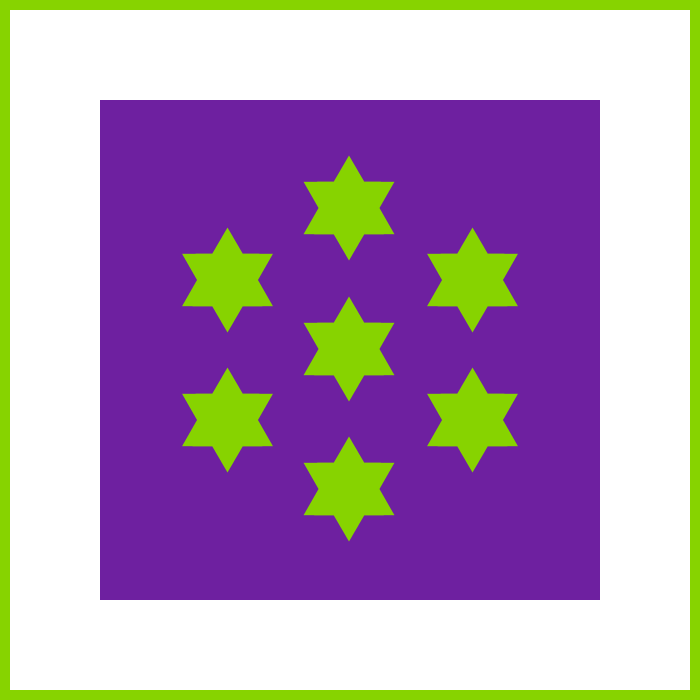
Estandarte del Campo de Gibraltar.

A finales de los años 1990 surgió en el Campo de Gibraltar un movimiento popular por la conversión de la comarca en una provincia de Andalucía independiente de Cádiz, basado en movimientos comarcalistas previos. En su momento cumbre, llegó a contar con un 70% de apoyo popular.
Esta iniciativa fue liderada por el entonces alcalde de Algeciras, el andalucista Patricio González, que solicitó al Gobierno de España un referéndum por la novena provincia. Esta petición fue denegada, junto con su recurso en el Tribunal Supremo en el año 2000.
Desde entonces, las reclamaciones por una provincia para el Campo de Gibraltar han perdido intensidad, aunque recientemente está volviendo a un primer plano gracias a la acción del partido Convergencia Andaluza.
Desde el 2015, este movimiento ha cogido fuerza con la irrupción del partido La Línea 100x100, que reclama la constitución de La Línea en una ciudad autónoma dentro de la provincia de Cádiz,pero sin formar parte de Andalucía. El partido, que gobierna en mayoría absoluta en la ciudad desde 2019, aprobó en enero de 2020 una moción en el Pleno del ayuntamiento para comenzar los trámites de convocatoria para una consulta popular para la constitución del municipio en ciudad autónoma.

### Provincialismo en Vigo

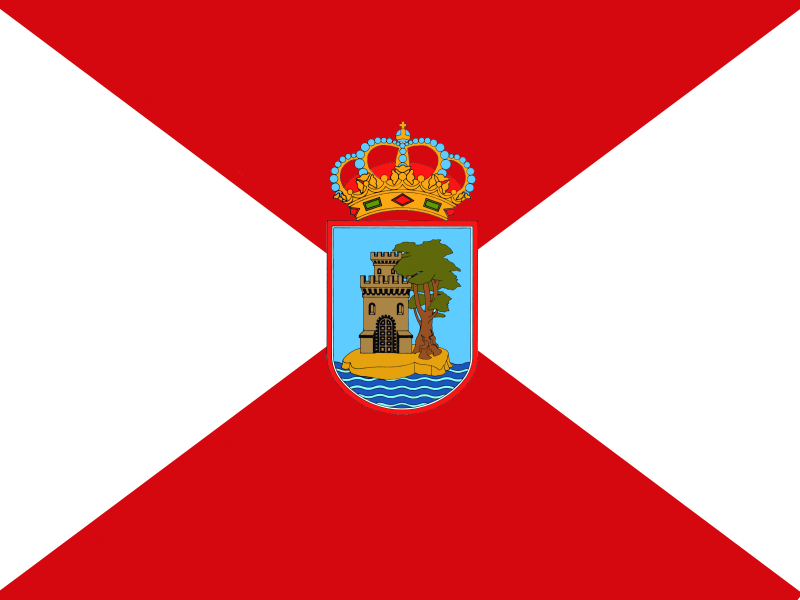
Bandera de Vigo.

Área metropolitana de Vigo dentro de la provincia de Pontevedra.

Dese hace varios siglos, han existido corrientes políticas para conseguir una provincia con capital en la ciudad de Vigo, o conseguir que esta ciudad ostente la capitalidad de su provincia, tendencia que se ha visto potenciada al superar en población a la ciudad de Pontevedra, en la actualidad siendo casi cuatro veces mayor.
Históricamente, solo se ha definido una provincia con capital en Vigo dos veces, ambas en el siglo XIX y con una existencia efímera. En 1810, el gobierno de José Bonaparte intentó ordenar el territorio, dividiéndolo en 38 prefecturas, al estilo de las establecidas en Francia, y 111 subprefecturas. Las prefecturas, como en la Francia actual, recibirían nombres relativos a accidentes geográficos, fundamentalmente ríos y cabos. Esta división nunca llegó a entrar en vigor, por lo que la provincia de Vigo nunca existió. En Galicia se proponía una división en la que aparecía una prefectura denominada Miño Bajo con capital en la ciudad viguesa. Esta prefectura coincidía con la actual provincia de Pontevedra, extendiéndose hacia el este hasta el Miño (el resto de prefecturas gallegas eran: Tambre, capital La Coruña; Miño Alto, capital Lugo; y Sil capital Orense).
En la división territorial de enero de 1822, realizada durante el Trienio liberal, se establecen cuatro provincias en Galicia: La Coruña, Lugo, Orense y Vigo. La provincia de Villafranca del Bierzo, que incluía la comarca de El Bierzo, también incluía la Comarca de Valdeorras, hoy en el extremo oriental de la provincia de Orense. Esta división dio lugar a problemas por los límites y las capitalidades, y con el retorno del absolutismo en 1823, quedó sin validez.
Tras la división de Javier de Burgos, la ciudad de Vigo reclamó la capitalidad, y le fue concedida por una Real Orden del 26 de mayo de 1836, que no fue cumplida.
En septiembre de 1840 tuvo lugar un levantamiento liberal en la ciudad de Vigo y se proclamó capital. Desde el 21 de octubre de ese año se publicó el Boletín Oficial de la provincia de Vigo, del que salieron nueve números. Un Real Decreto del 6 de noviembre del gobierno de Baldomero Espartero decidió que mientras no se resolviese otra cosa, la capitalidad de la provincia siguiese en Pontevedra.